# Província de Txerníhiv

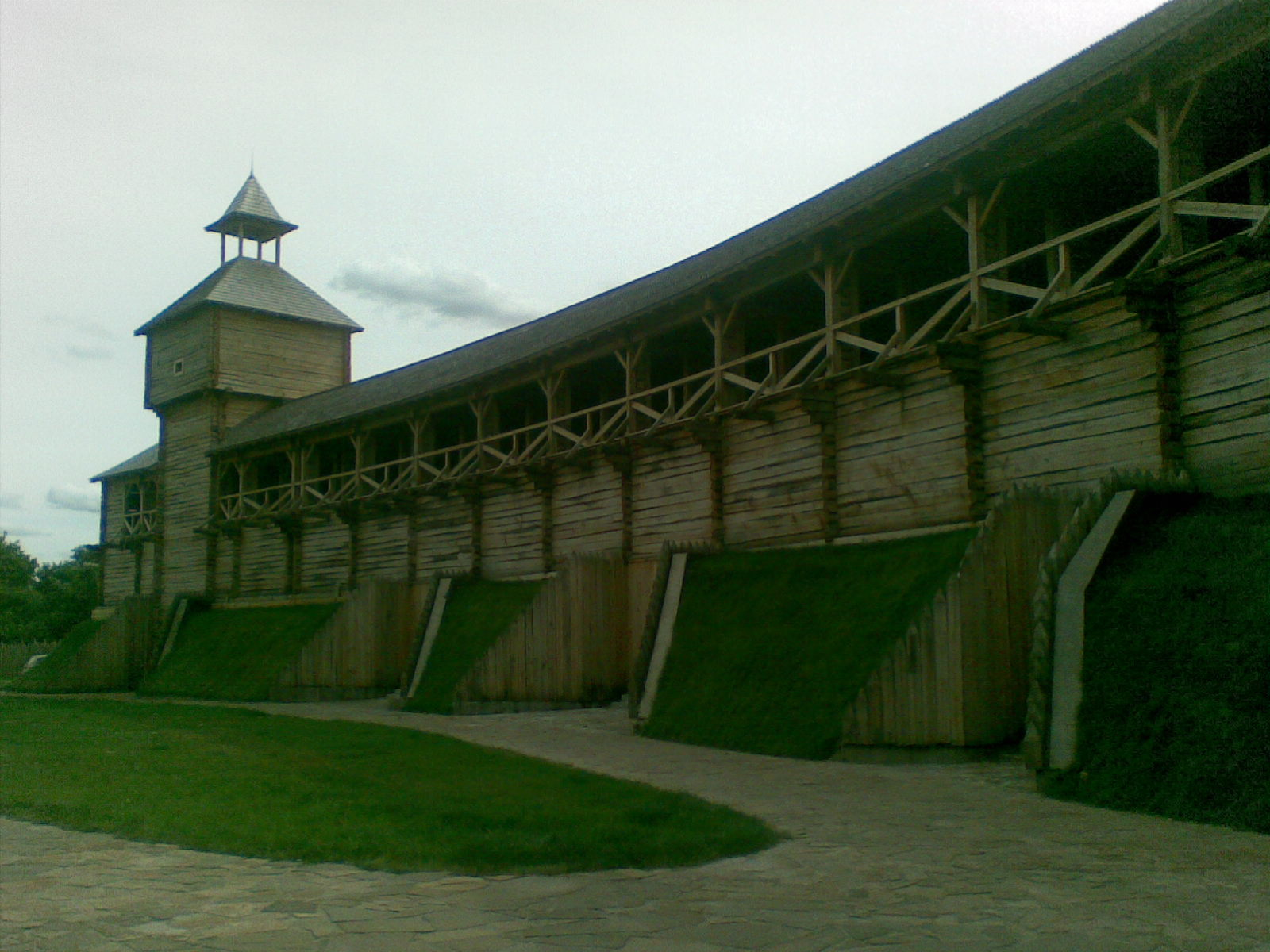
Ciutadella de Batúryn, museu, reconstrucció del 2009.

La província de Txerníhiv (ucraïnès: Черні́гівська oбласть, transcrit: Txerníhivska óblast, transcrit amb signes suaus o febles: Txerníhivs'ka óblast'; nom informal: Черні́гівщина, transcrit: Txerníhivsxyna o Txerníhivxtxyna) és una óblast d'Ucraïna que es troba al nord-est del país. Forma part de les regions històriques de la Políssia (Полісся) i de la Hetmànsxyna (Гетьма́нщина), i va conformar el Principat de Txerníhiv (Чернігівське князівство) dins l'estat medieval del Rus de Kíev a partir del segle ix. La capital de l'óblast és la ciutat homònima, Txerníhiv (Черні́гів).
Al nord (d'oest a est), limita amb Belarús i Rússia, amb la vóblasts belarussa de Hómiel (en belarús: Го́мельская во́бласьць, Hómelskaia vóblasts, en ucraïnès: Гомельська область, Hómelska óblast), i amb l'óblast russa de Briansk (en rus: Бря́нская о́бласть, Briànskaia óblast, en ucraïnès: Бр́янська область, Brianska óblast), a l'est amb la província de Sumi, al sud amb la província de Poltava, i a l'oest, amb l'óblast de Kíiv i el riu Dnipró.
Per millor situar l'óblast, vegeu aquest mapa d'Ucraïna que mostra les divisions administratives i països veïns de forma molt clara (en anglès).

## Geografia física

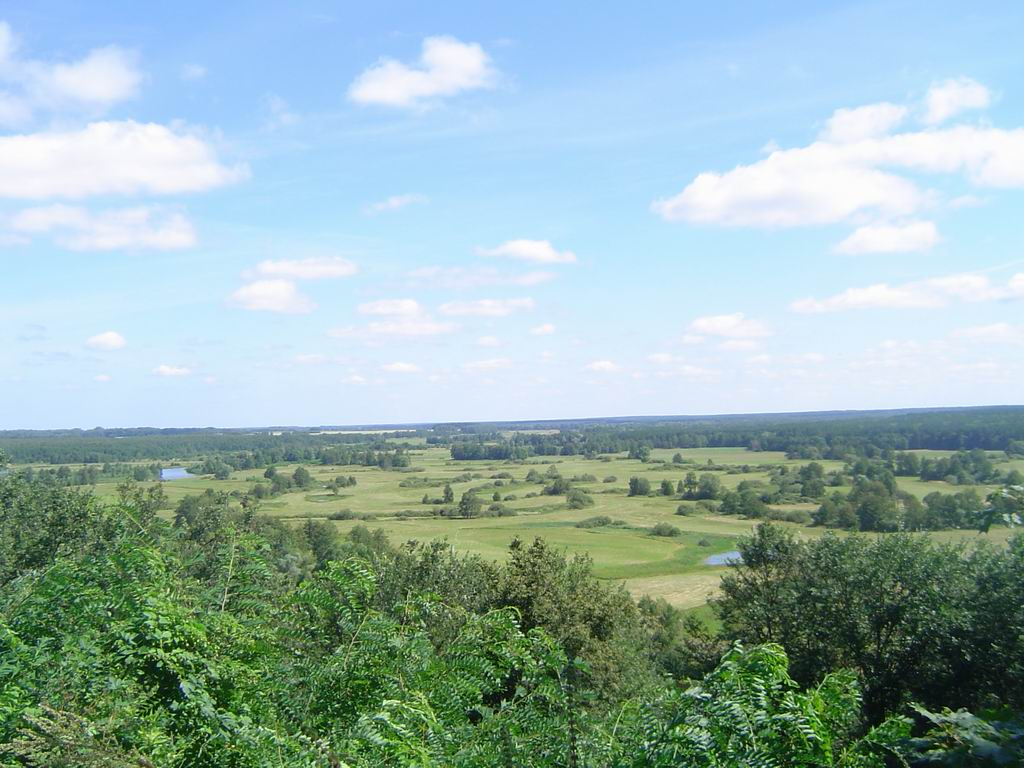
Típic paisatge de la Políssia a Sédniv.

### Relleu
L'óblast es troba en zona generalment plana a les conques del riu Dnipró i del seu tributari Desnà, al cinturó de boscs i aiguamolls de Políssia (Полісся) i la zona d'estepa boscosa a les Terres baixes del Prednipró (Придніпровська низовина)

### Hidrografia

#### Rius

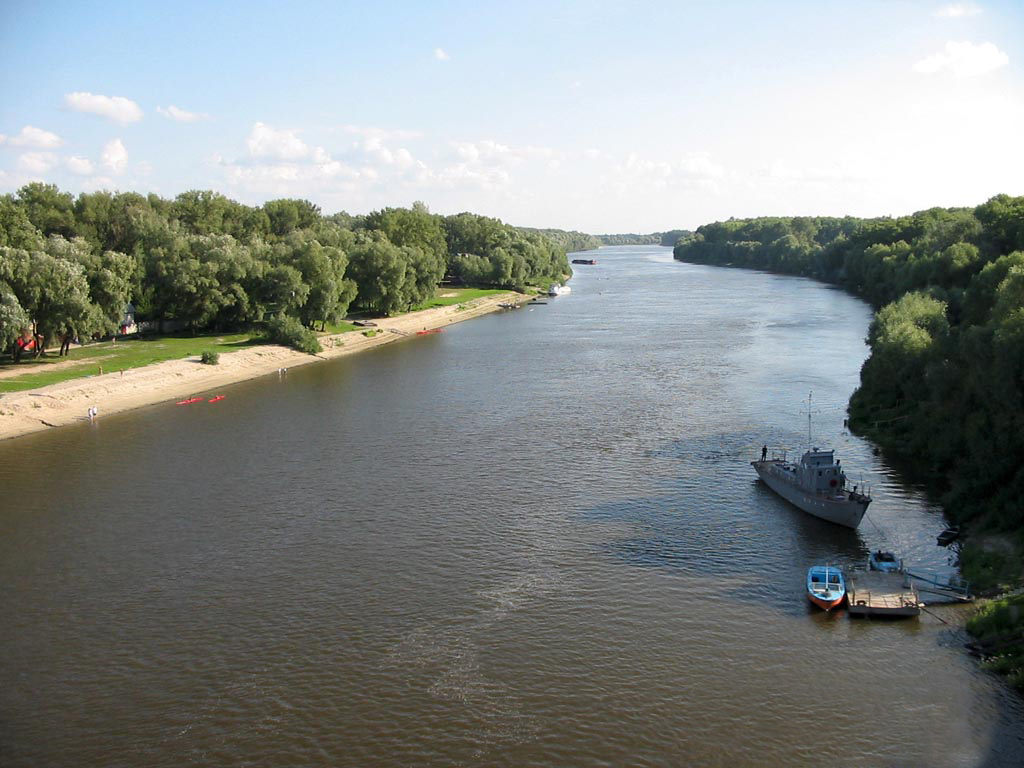
El riu Desnà al seu pas per la ciutat de Txerníhiv.

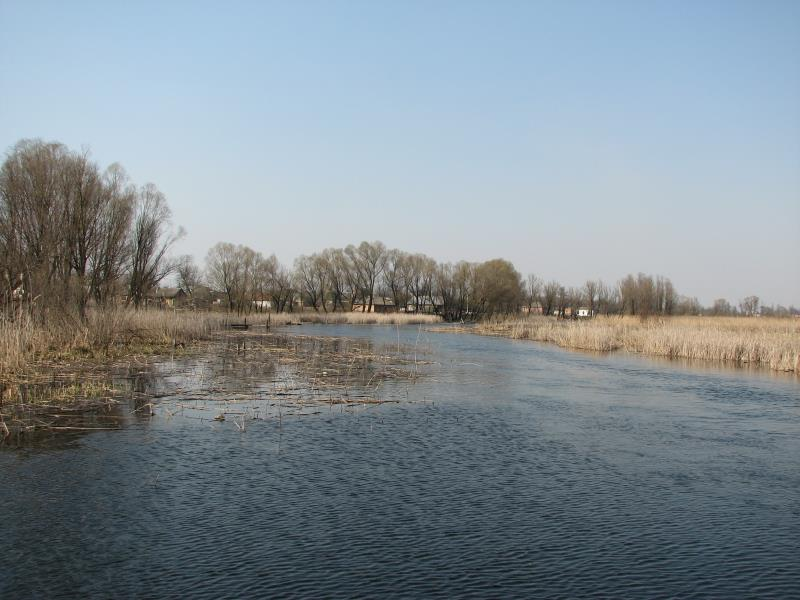
L'Udai amb ribes pantanoses prop de Pyriatyn.

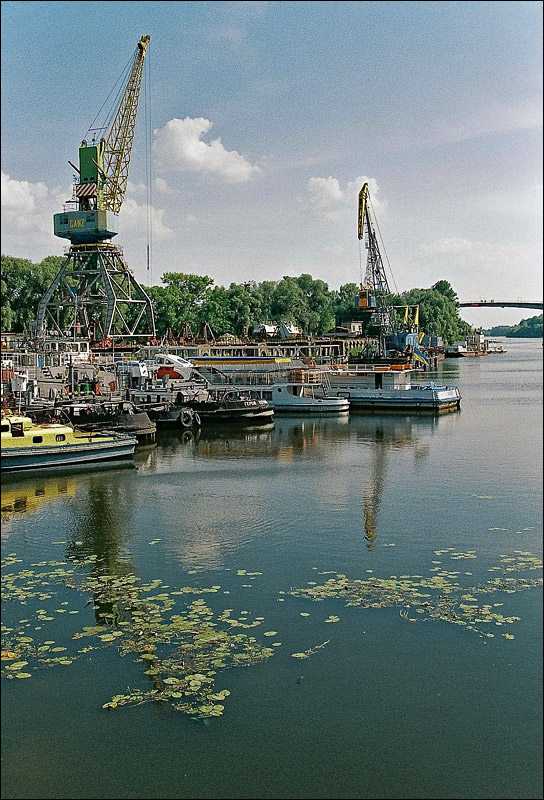
Port de Txerníhiv al riu Desnà el 2008.

L'óblast està irrigada per uns 1.200 rius d'una llargada total de prop de 8,5 mil km. Els rius majors són el gran Dnipró (Дніпро́) i el Desnà (Десна́), travessa la província d'est-nord-est a oest-sud-oest i la divideix en dues parts, nord i sud, amb els seus tributaris Seim (Сейм), Oster (Остер), Snov (Снов), Úbid (Убідь) i, al sud, l'Udai (Удай, tributari del Sula, al seu torn tributari del Dnipró).
- Dnipró (Дніпро́) - A la part nord-oest de l'óblast, el Dnipró dibuixa una part de la frontera amb Belarús, i després amb Kíiv.

Tributari del Dnipró:
- El riu Desnà (Десна́) - de 1130 km (591 a Ucraïna). Aquest tributari esquerre del Dnipró neix a Rússia, a l'altiplà de Smolensk, i passa per les óblasts russes de Smolensk i Briansk, i després les óblasts ucraïneses de Txerníhiv i Kíiv. Desemboca al Dnipró a l'altura de la ciutat de Kíiv. El nom vol dir "mà dreta", tant en ucraïnès antic, antic eslau oriental, com en ucraïnès modern (només que canvia la síl·laba accentuada de "mà dreta": desna, де́сна).

### Ecoregions, flora i fauna
L'óblast es pot dividir en dues ecoregions generals, el sector nord a la zona o cinturó de boscs de Políssia, sobre terreny principalment pla i relativament pantanós (aiguamolls), i el sector sud a la zona d'estepa boscosa (лісостеп) de les Terres baixes del Prednipró (Придніпровська низовина). Un 20% del territori està cobert per bosc.

### Parcs naturals
- Parc nacional d'Ítxnia (Ічня́нський націона́льний природний парк), prop de la ciutat d'Ítxnià (І́чня), té una superfície de 9.665,8 ha., dividit en dues seccions: la major part, que és zona natural d'estepa boscosa a la vora i la conca de l'Udai, amb un nombre de zones pantanoses i, en una zona geogràfica separada (a 50 km de distància, entre Ítxnia i Sribne), el Parc dendrològic històric de Trostianets (Дендропарк «Тростянець»), de 205 ha., fundat per un descendent del Hètman Skoropadskyi el 1858. Vegeu la plana sobre el parc natural a Ucraïna incògnita Arxivat 2010-06-13 a Wayback Machine. (en ucraïnès, amb fotos).

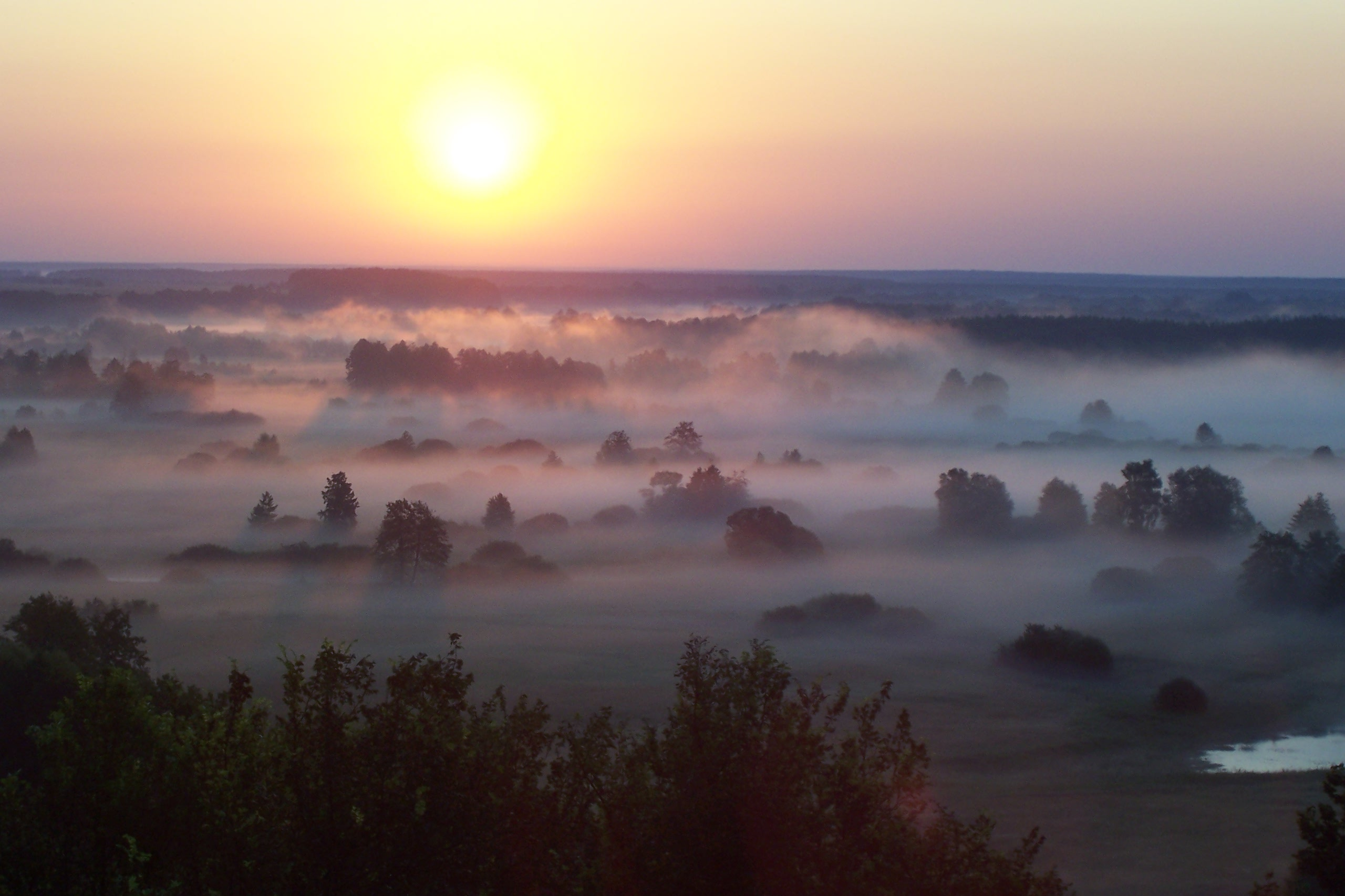
L'alba a Sédniv.

- Parc nacional de Mezyn (Мезинський національний природний парк), prop del poble de Mezyn (Ме́зин) i la vila de Korop. Es troba en la zona boscosa i pantanosa de Políssia i a la riba dreta del Desnà. Vegeu la plana sobre el parc natural a Ucraïna incògnita (en ucraïnès, amb fotos).

## Política i govern

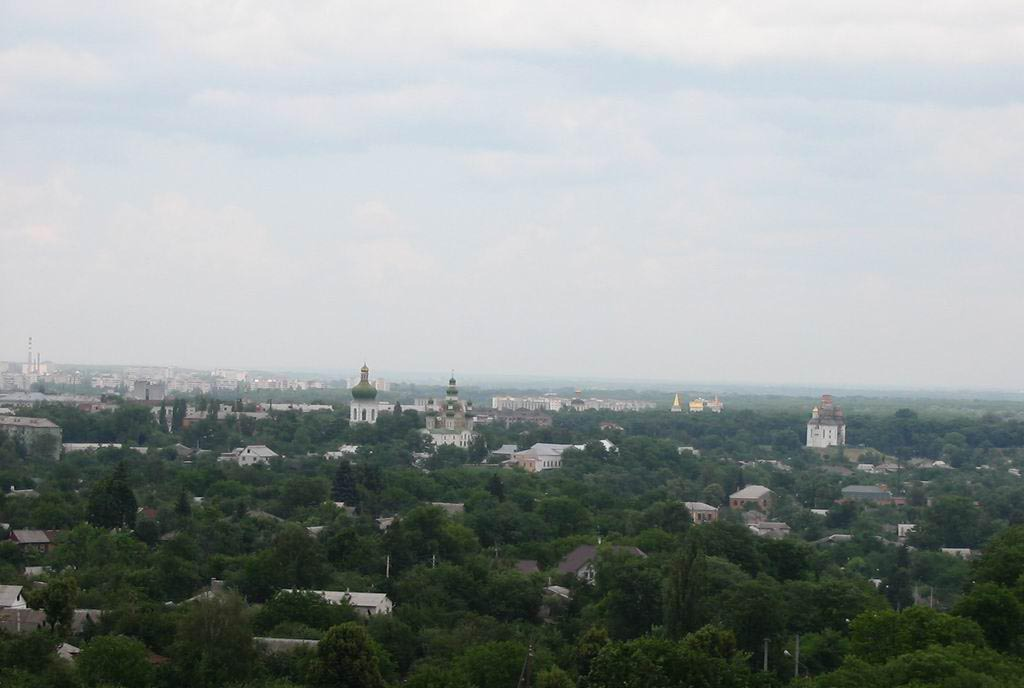
Panorama de la ciutat de Txerníhiv.

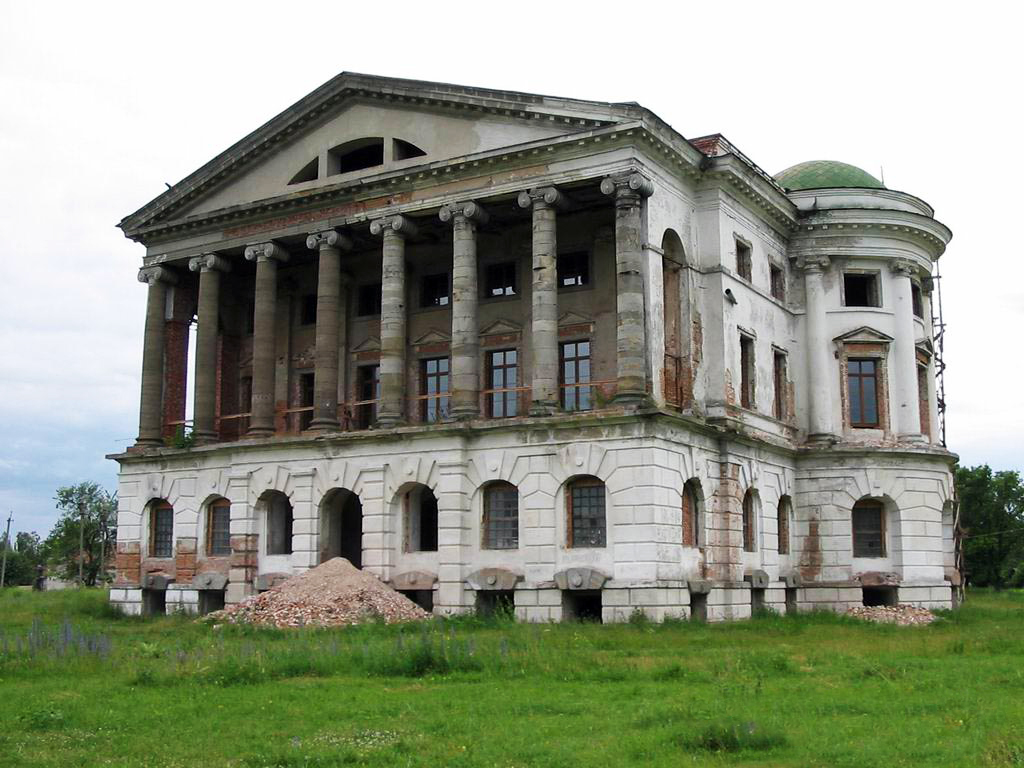
Palau del hétman Rozumovskyi (гетьман Розумовський) a Baturyn el 2006, abans de la seva restauració (el 2009).

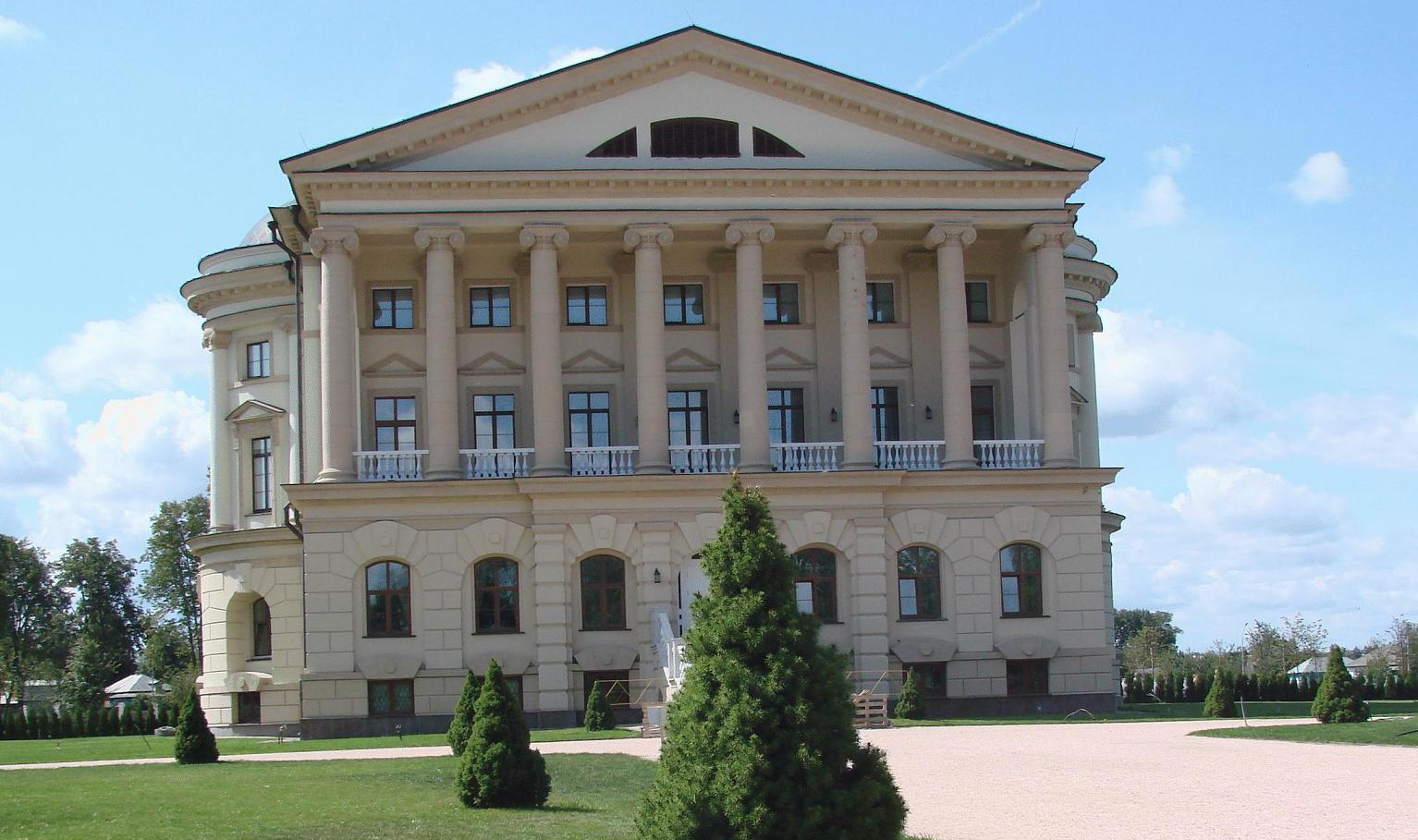
El palau del hetman Rozumovski a Baturin, després de la restauració el 2009.

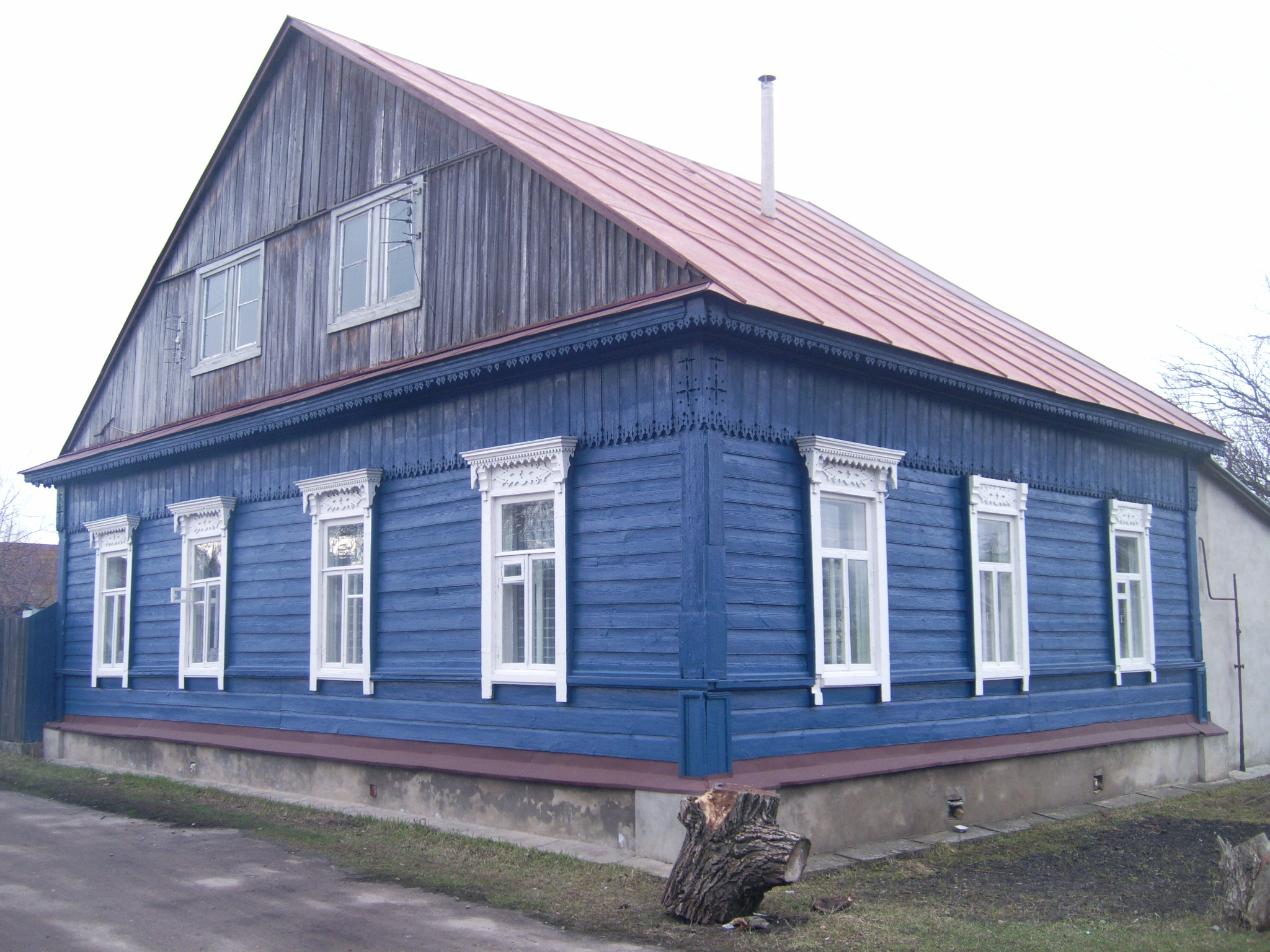
Casa tradicional a la vila de Kozelets.

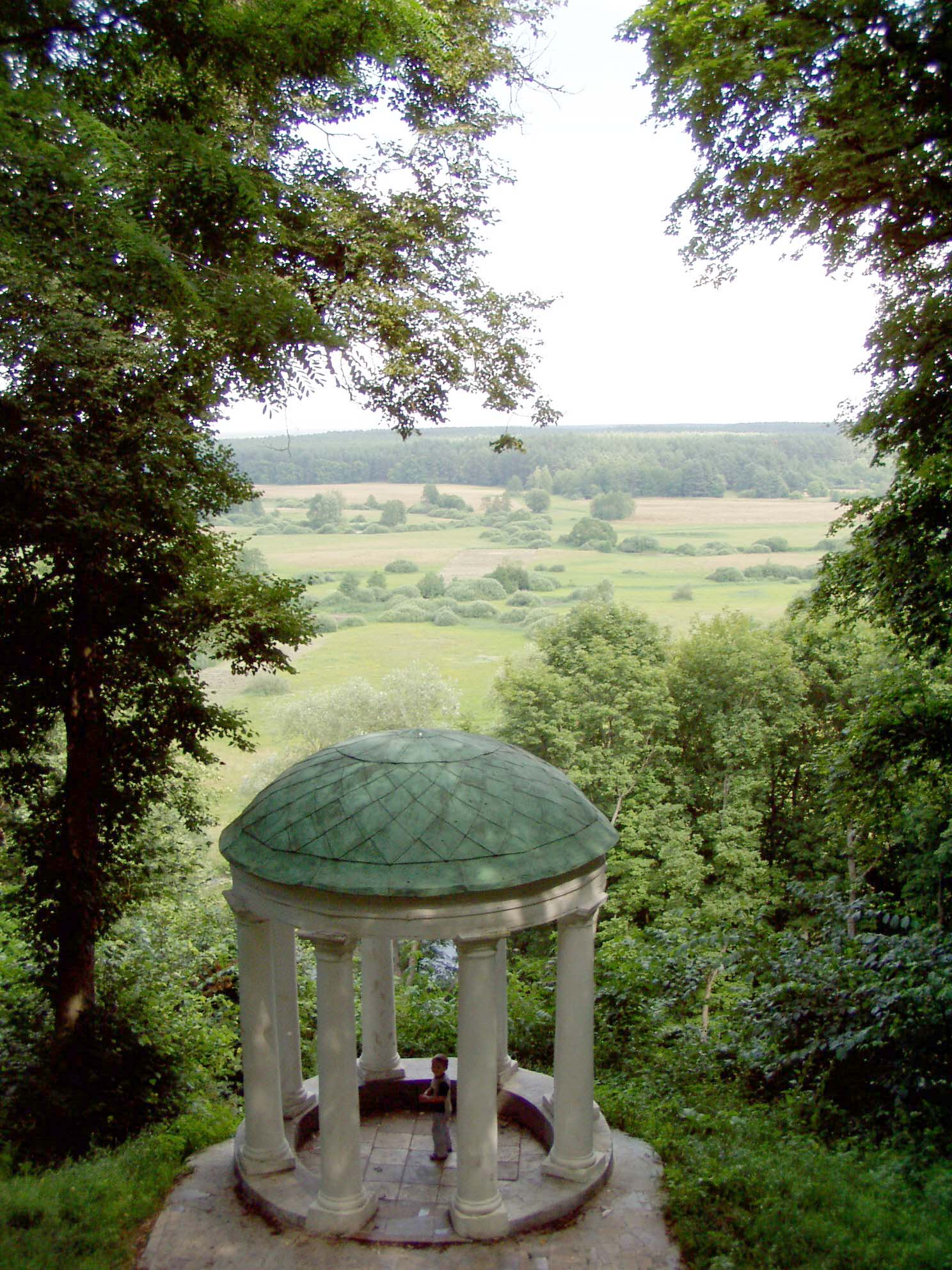
La glorieta Hlibov a la vila de Sédniv.

### Divisions administratives
La província de Txerníhiv està dividida en 22 raions (sing. район, raion, pl. райо́ни, raion•y, subdivisió administrativa similar a les nostres comarques) i 3 ciutats que no depèn d'un raion sinó directament de l'óblast. Aquestes últimes són les de Nijin (Ні́жин), Priluki (Прилу́ки) i la ciutat capital de l'óblast, Txerníhiv (Черні́гів).
L'óblast té un total de:
- 15 ciutats (sing: мі́сто, misto, plural: мі́ста, mista), 12 de les quals depenen d'un raion;
- 30 viles o "assentaments de tipus urbà" o SMTs (un смт, smt, се́лище місько́го ти́пу, sélysxe miskoho typu, és un municipi amb estatus de vila, és a dir, entre un poble i una ciutat);
- 1429 pobles (село́, seló); i...
- 60 llogarets (се́лище, sélysxe, tot sol).

### Principals viles i ciutats
Ciutats
- Baturin (Бату́рин). Per la ciutat passa el riu Seim. Té una ciutadella de fusta reconstruïda.
- Bàkhmatx (Ба́хмач)
- Bobróvitsia (Бобро́виця)
- Borznà (Борзна́)
- Horodnià (Горо́дня)
- Itxnià, també Ítxnia (Ічня́, tb. І́чня)
- Koriúkivka (Корю́ківка)
- Mena (Ме́на)
- Nijin (Ні́жин) - important centre cultural i industrial
- Nòvhorod-Síverski (Но́вгород-Сі́верський)
- Nossivka (Но́сівка)
- Oster (Осте́р)
- Priluki (Прилу́ки) - a part de ciutat històrica, important centre industrial. També té una gran base militar de les forces aèries.
- Semenivka (Семе́нівка)
- Sxors o Xtxors (Щорс)
- Txerníhiv (Черні́гів), la capital. Per la ciutat passa el riu Desnà.

Viles ("assentaments de tipus urbà" се́лище місько́го ти́пу, sélysxe miskoho typu, o смт, SMT)
- Berezna (Бере́зна)
- Hontxarivske (Гончарі́вське)
- Desnà (Десна́)
- Ditiarí (Дігтярі́)
- Dmitrivka (Дми́трівка)
- Dobrianka (Добря́нка)
- Drujba (Дру́жба)
- Kholmý (Холми́)
- Kórop, tb. Korop (Ко́роп, Коро́п)
- Kozelets (Козеле́ць)
- Kulykivka (Куликі́вка)
- Ladan (Ла́дан)
- Liúbetx (Лю́беч)
- Lossynivka (Лоси́нівка)
- Lynovýtsia (Линови́ця)
- Makóixyne (Мако́шине)
- Malà Divýtsia (Мала́ Діви́ця)
- Mykhailo-Kotsiubynske (Миха́йло-Коцюби́нське)
- Olýxivka (Оли́шівка)
- Parafíïvka (Парафі́ївка)
- Ponórnytsia (Поно́рниця)
- Ràdul (Ра́дуль)
- Ripky (Рі́пки)
- Sédniv (Се́днів)
- Sósnytsia (Со́сниця)
- Sribne (Срі́бне)
- Talalàïvka (Талала́ївка)
- Varva (Ва́рва)
- Zamhlai (Замгла́й)

#### Municipis històrics
El següent és una llista de ciutats i viles històriques de l'óblast, declarades d'importància històrica pel govern d'Ucraïna i confirmat el 2001 per decret del Gabinet de Ministres.
| Nom transcrit al català   | Nom en ucraïnès     | Tipus de municipi | Data de fundació o 1a menció    | Raion                                                                             |
| ------------------------- | ------------------- | ----------------- | ------------------------------- | --------------------------------------------------------------------------------- |
| Baturin                   | Бату́рин             | ciutat            | 1625                            | Raion de Bàkhmatx (Ба́хмацький райо́н, Bàkhmatskyi raion)                           |
| Borznà                    | Борзна́              | ciutat            | s. XVI, dret de Magdeburg: 1634 | Raion de Borznà (Борзня́нський райо́н, Borznianskyi raion)                          |
| Itxnià                    | Ічня́                | ciutat            | s. XIV                          | Raion d'Itxnià (Ічня́нський райо́н, Itxnianskyi raion)                              |
| Kozelets                  | Козеле́ць            | vila (SMT)        | 1649, dret de Magdeburg: 1656   | Raion de Kozelets (Козеле́цький райо́н, Kozeletskyi raion)                          |
| Kórop, tb. Korop          | Ко́роп, Коро́п        | vila (SMT)        | 1153                            | Raion de Kórop o Korop (Ко́ропський райо́н, Kóropskyi raion)                        |
| Liúbetx                   | Лю́беч               | vila (SMT)        | 882                             | Raion de Ripky (Рі́пкинський райо́н, Rípkynskyi raion)                              |
| Níjin                     | Ні́жин               | ciutat            | 1078                            | Raion de Níjyn (Ні́жинський райо́н, Níjynskyi raion)                                |
| Nóvhorod-Síverskyi        | Но́вгород-Сі́верський | ciutat            | 1044, dret de Magdeburg: 1620   | Raion de Nóvhorod-Síverskyi (Но́вгород-Сі́верський район, Nóvhorod-Síverskyi raion) |
| Oster                     | Осте́р               | ciutat            | 1098, dret de Magdeburg: 1662   | Raion de Kozelets (Козеле́цький райо́н, Kozeletskyi raion)                          |
| Priluki                   | Прилу́ки             | ciutat            | 1085                            | Raion de Pryluky (Прилу́цький райо́н, Prylutskyi raion)                             |
| Sédniv, antigament Snovsk | Се́днів (Сновськ)    | vila (SMT)        | 1068                            | Raion de Txerníhiv (Черні́гівський райо́н, Txerníhivskyi raion)                     |
| Sósnitsia                 | Со́сниця             | vila (SMT)        | 1234                            | Raion de Níjyn (Ні́жинський райо́н, Níjynskyi raion)                                |
| Sribne                    | Срі́бне              | vila (SMT)        | 1174                            | Raion de Sribne (Срібня́нський райо́н, Sribnianskyi raion)                          |
| Txerníhiv                 | Черні́гів            | ciutat            | s. VII                          | Raion de Txerníhiv (Черні́гівський райо́н, Txerníhivskyi raion)                     |

## Cultura

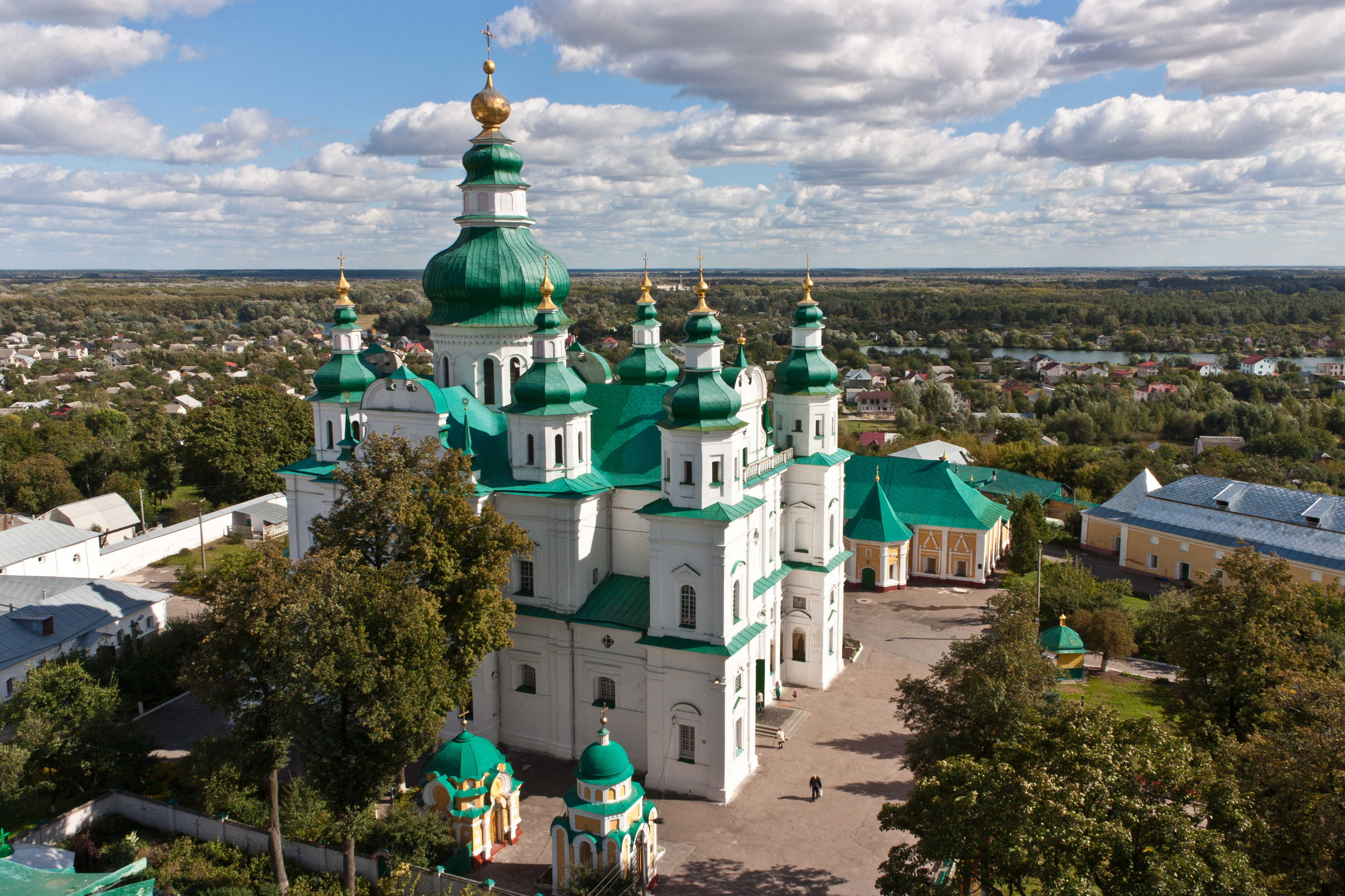
Catedral i monestir de la trinitat a la ciutat de Txerníhiv, amb el riu Desnà al fons.

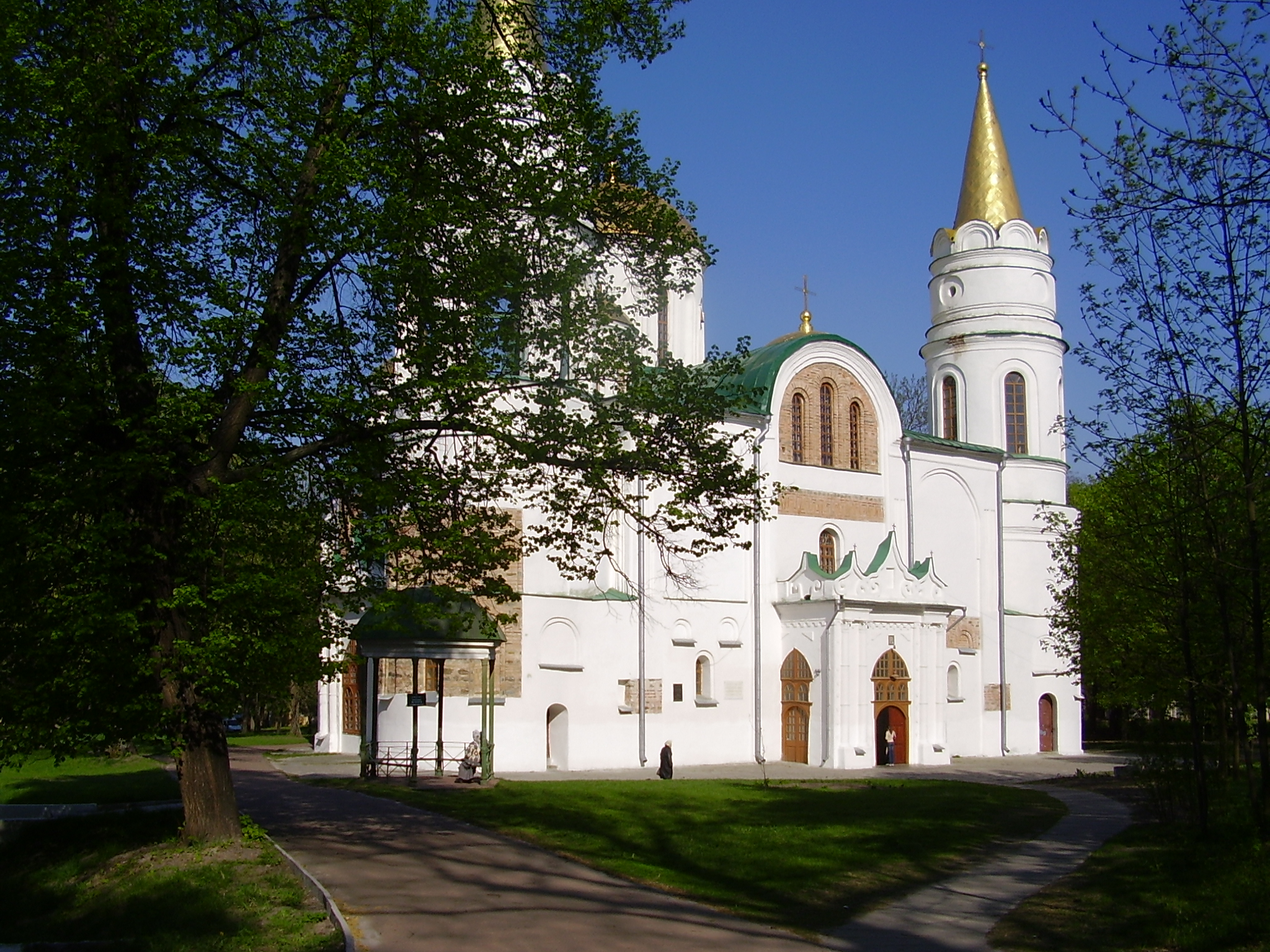
Catedral de la transfiguració a Txerníhiv.

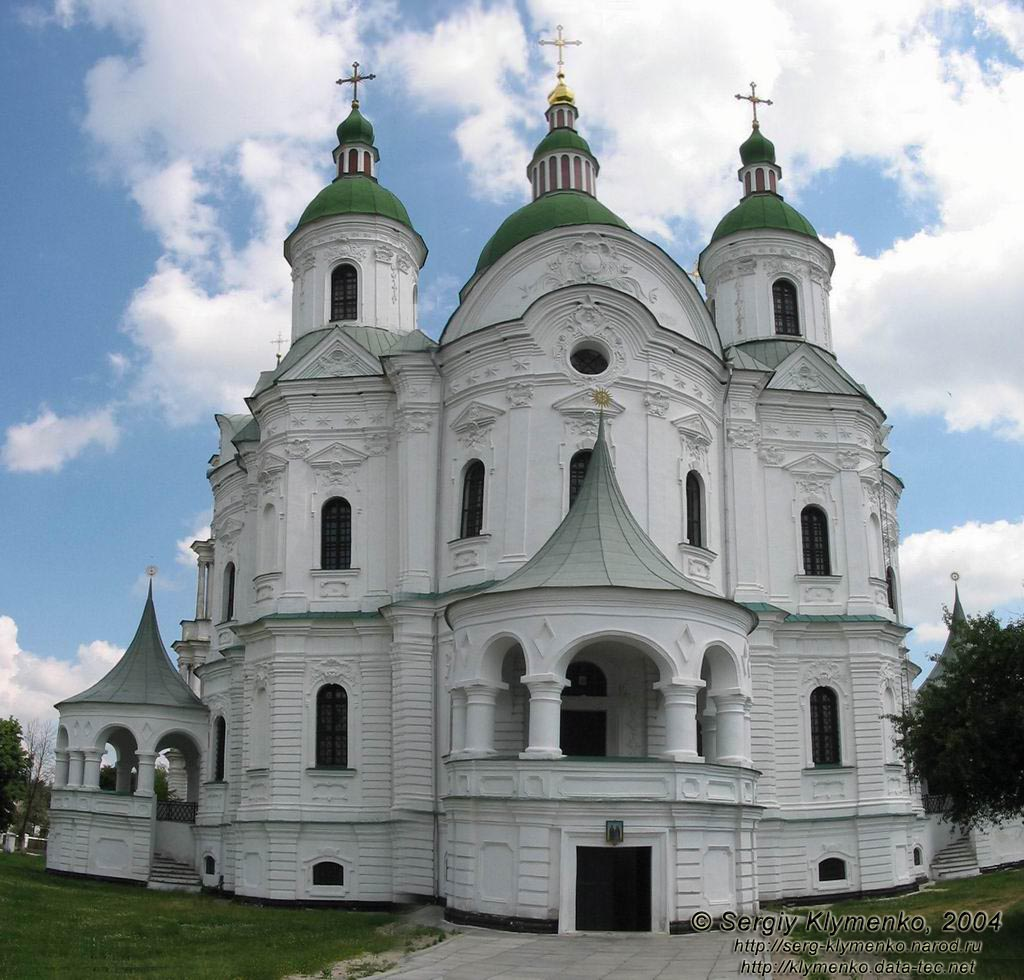
Catedral de Kozelets, en estil barroc ucraïnès amb elements de rococó i neoclassicisme.

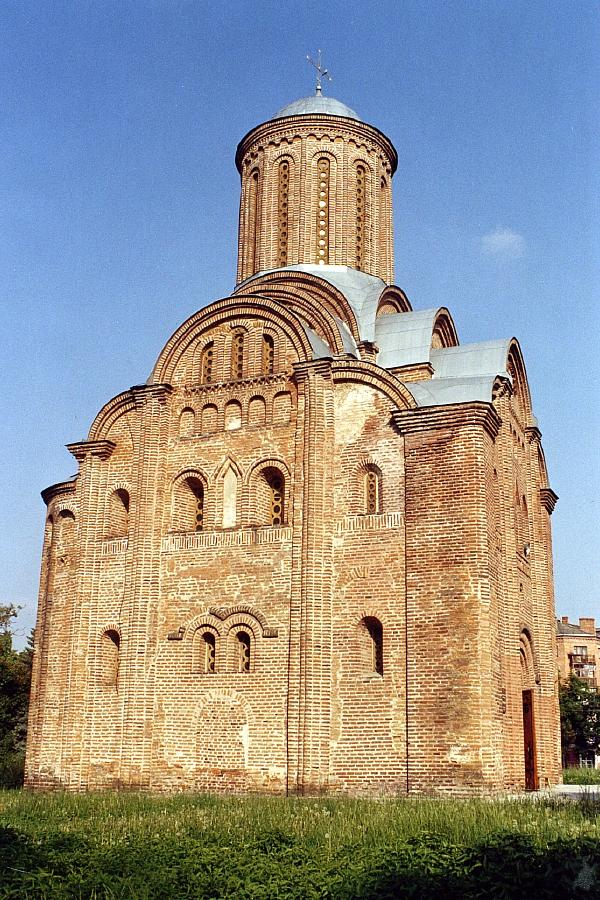
Església de Piàtnytska (П'ятницька церква) a Txerníhiv.

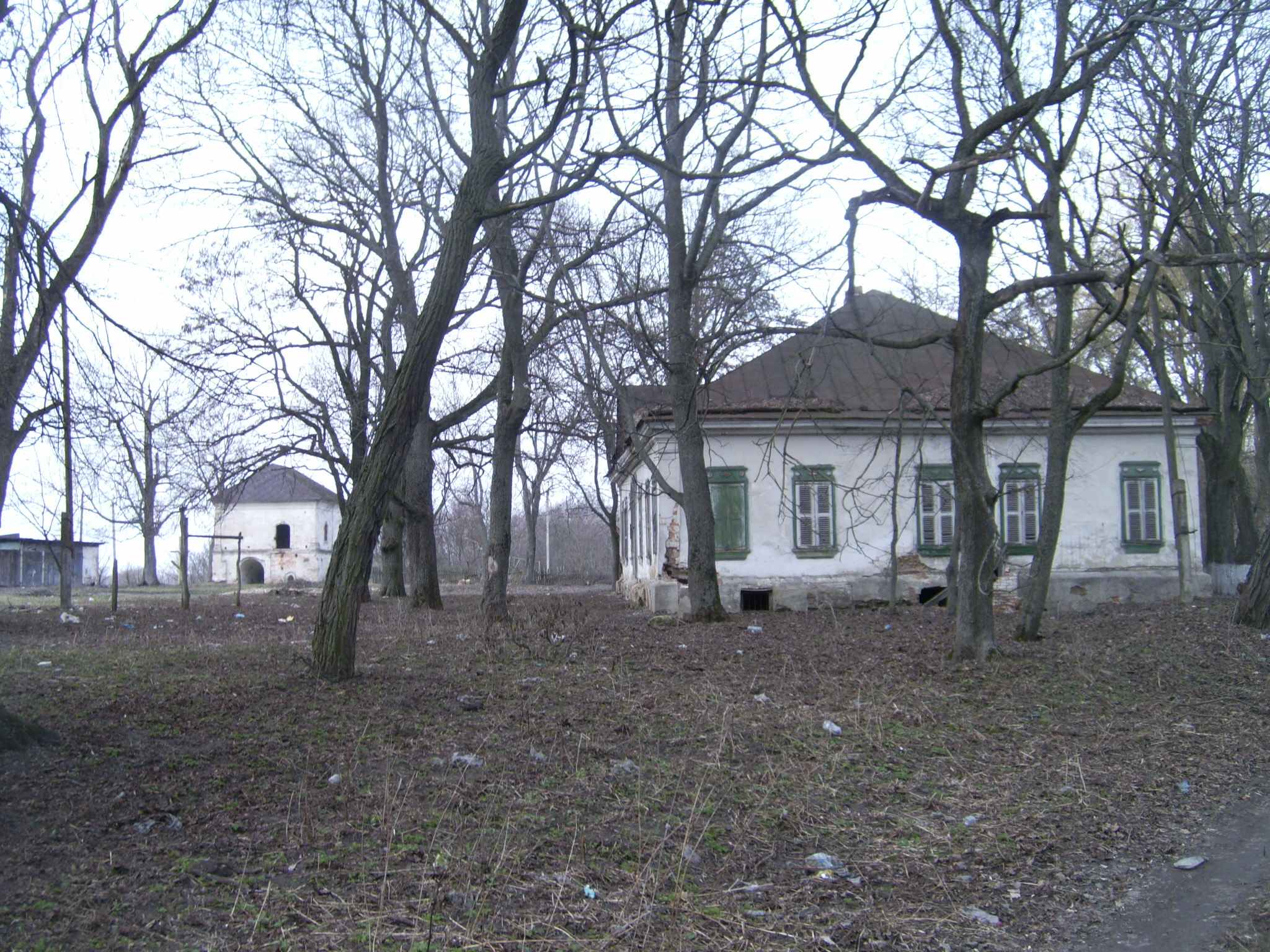
Vista de dos cases al complex de l'alqueria "Pokórsyna", a Kozelets.

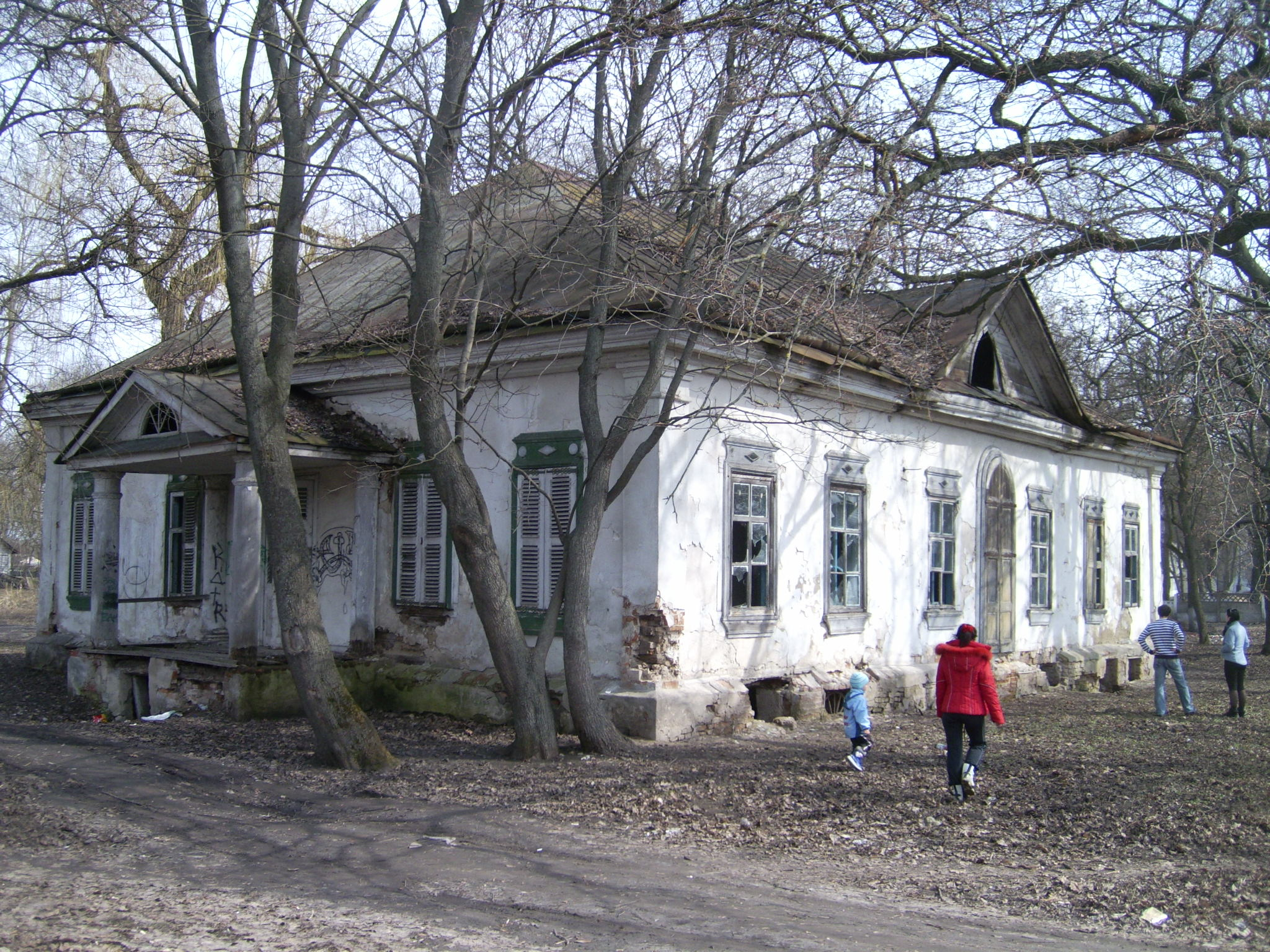
Casa central, dita senyorial (Панський будинок), al complex de l'alqueria "Pokórsyna" a Kozelets.

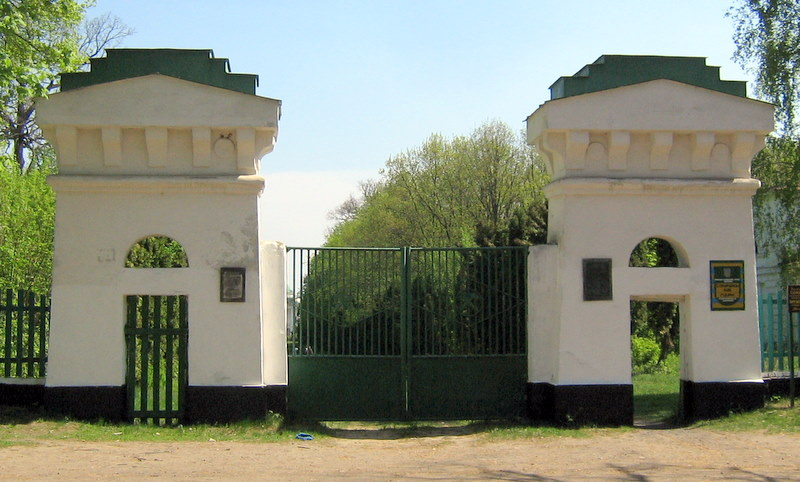
Entrada al parc de Sokýryntsi.

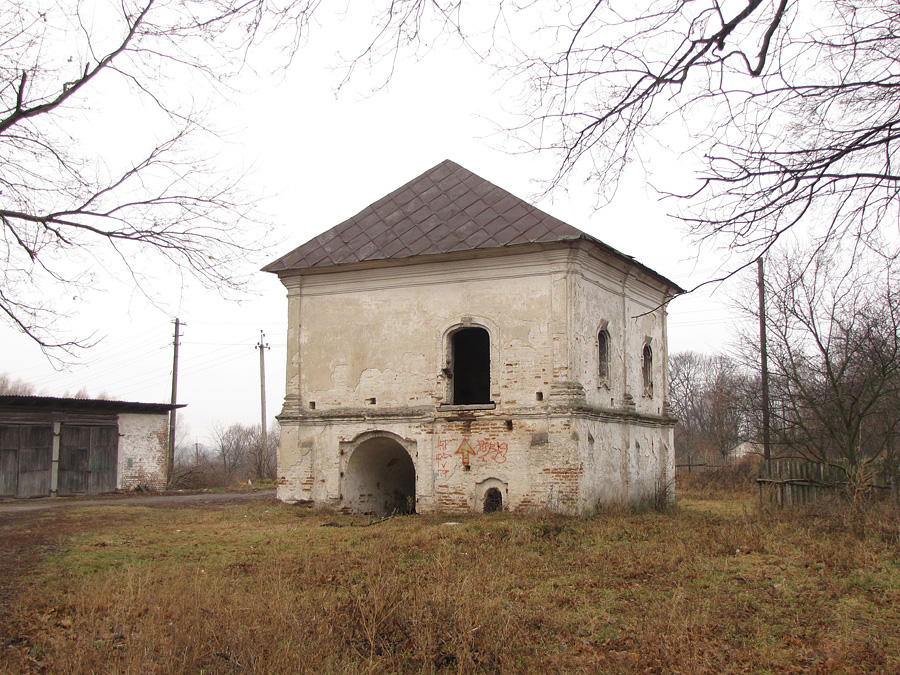
Casa de pedra dels Darahan (Кам'яниця Дараганів) al complex de l'alqueria "Pokórsyna" a Kozelets.

### Llocs i dades d'interès
A part del que s'ha indicat a dalt sota municipis, altres llocs o monuments d'interès són:
- "Capital de la Hetmànsxyna" - Monument nacional històric i cultural (Національний історико-культурний заповідник «Гетьманська столиця») a Baturin - un conjunt de monuments arqueològics i arquitectònics testimonis de l'estat cosac ucraïnès en la seva fase de la Hetmànsxyna, a la Ucraïna de la riba esquerra. Inclou el palau del hètman Rozumovskyi (палац К. Розумовського), l'edifici dels jutjats, l'església de la Resurrecció amb tomba de Kyrylo Rozumovskyi (Кирило Григорович Розумовський), un museu arqueològic, un taller de ceràmica i una reconstrucció d'una ciutadella de fusta (Батуринська Цитадель, reconstrucció del 2009).
- Txerníhiv. A part de molts altres edificis i monuments d'interès, hi ha la fàbrica d'instruments musicals "Pàvel Postyxev" de Txerníhiv (Чернігівська фабрика музичних інструментів ім. Павла Постишева), que fabrica instruments de corda tradicionals d'Ucraïna, com ara la bandura. També hi ha la catedral de la trinitat al complex monasterial de la Trinitat-Il·linskyi (Троїцько-Іллінський монастир).
- Priluki - la catedral antiga (del 1710) construïda pels cosacs en l'estil "barroc de Mazepa", una forma del barroc ucraïnès.
- Nóvhorod-Síverski - per veure'n imatges, visiteu la plana sobre Nóvhorod-Síverskyi a la pàgina oficial de turisme de l'óblast (en ucraïnès, amb bones fotos de monuments arquitectònics) i plana de Pódoroj Ukraïnoiu (en ucraïnès, amb fotos), i per llegir un xic d'història en anglès, visiteu la plana de Encyclopedia of Ukraine.
- Monestir de la Santa Trinitat de Hustýnia (Густи́нський Свято-Троїцький монасти́р), un complex monasterial en barroc ucraïnès al poble de Hustýnia (Густи́ня), no gaire lluny de Priluki. El conjunt data del segle xvii i fou fundat com a monestir (Església Ortodoxa). Avui, després de la restauració post-soviètica, ha tornat a les funcions religioses com a convent de monges. Comprèn una sèrie de construccions històriques interessants: la catedral de la Trinitat (Троїцький собор, 1672-1674), l'església de la resurrecció (Воскресенська церква, 1636-1844), l'església de Pere i Pau (Петропавловська церква, 1693-1708), "església de Nicolau sobre el portal" (Миколаївська надбрамна церква, 1693, és una església i un portal d'entrada al recinte ensems, com una torre d'entrada a un recinte fortificat), les estances del prior (корпус настоятеля, 1719) i les muralles (1614-1636).
- Palau de Katxanivka, oficialment Monument nacional històrico-cultural de Katxanivka (Націона́льний істо́рико-культу́рний запові́дник «Качані́вка»), prop del poble de Parafíïvka, és un palau amb jardins del segle xviii.
- Complex de l'alqueria "Pokórsyna" (Комплекс споруд садиби «Покорщина») - es trobava a l'antic poble homònim, ara part de la vila de Kozelets. Eren les estances dels dirigents cosacs de la hetmànsxyna ucraïnesa, i són una mostra pràcticament única de l'arquitectura d'alqueria en estil barroc ucraïnès. Pertanyien a les famílies Rozumovsky, Darahan i Galagan.
- Palau i jardins de Sokýryntsi (Сокиринський архітектурно-парковий комплекс), al poble de Sokýryntsi (Соки́ринці). El gran palau de 60 habitacions fou construït entre el 1823 i el 1829 per l'arquitecte Pavló Dubrovskyi (Павло Дубровський) per al coronel Pavló Galagan o Halahan (Павло Ґалаґан o Галаган) en estil "empire" (ампір) amb cupola. El científic i dissenyador-jardiner austríac (І.Є. Бістерфельд, I. J. Biesterfeld?) va dissenyar uns jardins amb glorietes, església i capelles, un embassament i dos ponts. Al palau hi havia una gran galeria d'art que més tard esdevindria la base del museu d'art de Txerníhiv, i una col·lecció única de ceràmica i armes antigues. També hi actuava un teatre i cor dels serfs. És per això que Sokýryntsi fou conegut al seu temps com el "Parnàs d'Ucraïna" («український Парнас»).

### Personatges

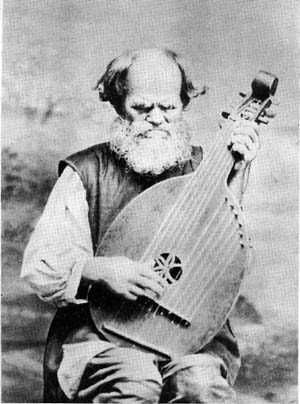
Ostap Veresai, famós kobzar (bard itinerant mestre de la kobza i del cant).

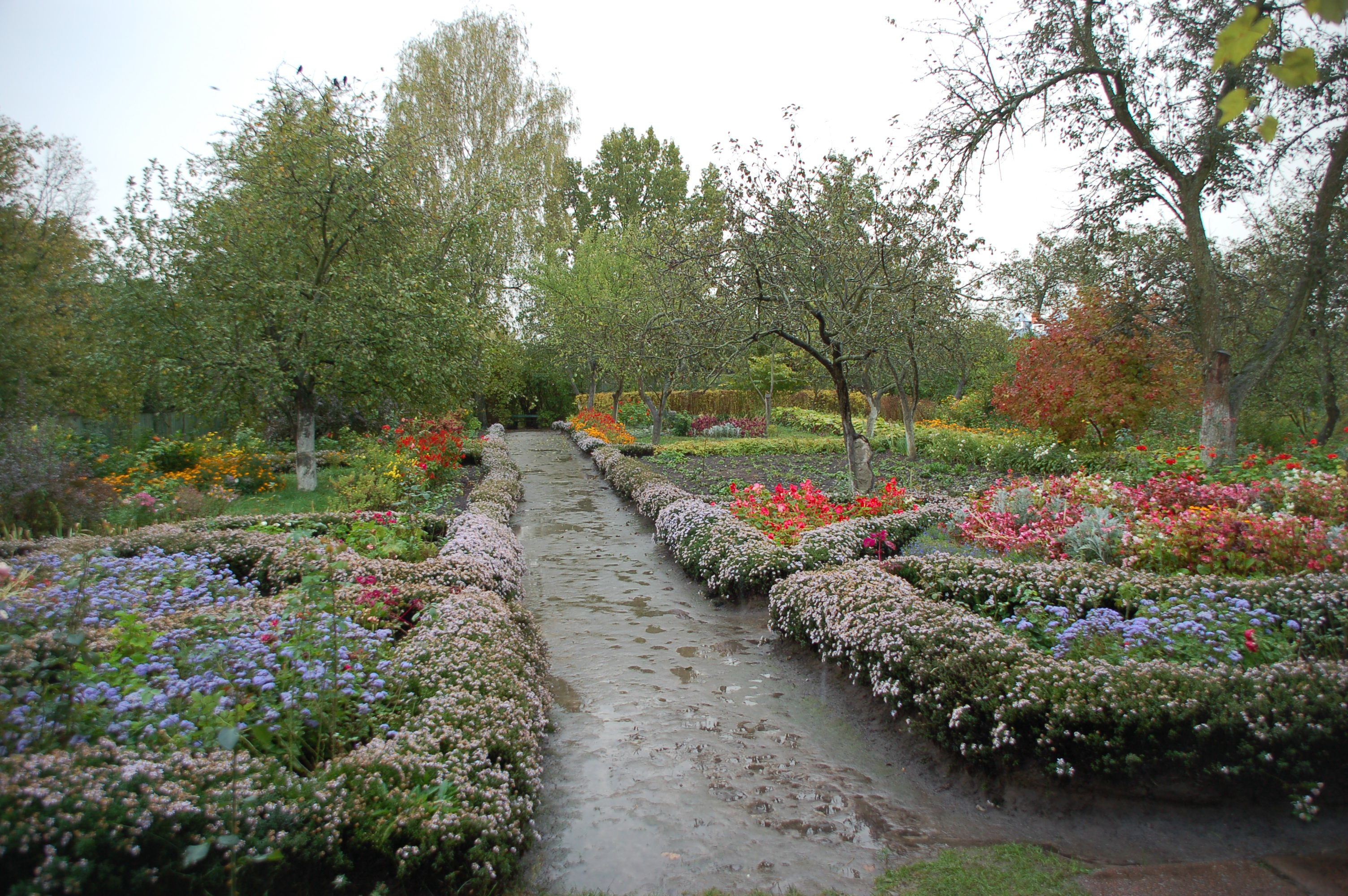
Els jardins del Museu dedicat a l'escriptor Mykhailo Kotsiubynskyi a Txerníhiv.

Els personatges estan indicats per seccions d'activitats i en ordre de naixement.

#### Científics
- Ivan Adadúrov (Іва́н Євгра́фович Ададу́ров, Ivan Ievhràfovytx Adadúrov, Snovsk, ara Sxors o Xtxors, 1879 — Khàrkiv, 1938) - químic ucraïnès que treballà en les branques de la catàlisi i la cinètica. Entre altres coses, va perfeccionar la tecnologia de la producció de l'àcid sulfúric, l'àcid nítric i diverses sals, així com la tecnologia de la preparació de catalitzadors per a l'oxidació de sulfur i d'amoníac.
- Selman Abraham Waksman (Зе́льман Абраха́м Ва́ксман o Залман Яковлевич Ваксман, Selman Abraham Waksman o Salman Iàkovlevytx Vaksman, 1888—1973) — bioquímic i microbiòleg jueu americà d'origen ucraïnès guardonat amb el premi Nobel de fisiologia i medicina el 1952 per la seva descoberta de l'antibiòtic estreptomicina. Va néixer a la ciutat de Pryluki.

#### Músics
- Ostap Veresai (Оста́п Мики́тович Вереса́й, Ostap Mykýtovytx Veresai, poble de Kaliújyntsi, Gubèrnia de Poltava, avui província de Txerníhiv, 1803 — poble de Sokýryntsi, Gubèrnia de Poltava, avui província de Txerníhiv, 1890) — un gran kobzar o bard itinerant cec ucraïnès que tocava la kobza, cantant duma (дума, poemes èpics ucraïnesos) populars i cançons històriques, costumistes, còmiques i satíriques. Un dels més grans mestres de la duma del segle xix, també fou conegut com a excel·lent improvisador. Fill d'un serf ucraïnès que era violinista autodidacta i també cec.
- Mykhailo Ivànovytx Kèzlia (Михайло Іванович Кезля), músic, mestre de la bandura i de la bandura de tipus Kíev a Txerníhiv.

#### Actors
- Hanna Petrivna Zatyrkévytx-Karpynska (Га́нна Петрі́вна Затирке́вич-Карпи́нська, 1855-1921) - famosa actriu de teatre ucraïnesa. Va néixer a la vila de Sbirne.

#### Artistes
- Jules Olitski (nom de naixement: Ièvel Demikovskyi, que seria: Євель Деміковський en ucraïnès, nascut a Snovsk (Сновськ), ara Sxors o Xtxors (Щорс), Unió Soviètica, actual província de Txerníhiv, 1922 - Nova York, 2007) - pintor i escultor abstracte americà d'origen jueu ucraïnès. Vegeu algunes obres a la pàgina del Tate Collection (en anglès).

#### Escriptors
- Mykhailo Kotsiubynskyi (Миха́йло Миха́йлович Коцюби́нський, Mykhailo Mykhàilovytx Kotsiubynskyi, Vínnitsia, 1864 - Txerníhiv, 1913), un dels escriptors ucraïnesos més famosos de tots els temps, prosista modernista, dramaturg, intel·lectual, home polític, activista polític, líder de la Renaixença Ucraïnesa a Txerníhiv, i un dels organitzadors de la Germandat dels Tarasseus, o Germandat de Taràs (Братство тарасівців, Bratstvo taràssivtsiv), associació política liberal clandestina actiu en el camp de l'activisme ucraïnès de tendència independentista, format per un grup important d'intel·lectuals. Fou actiu en el moviment socialista també. Formà part de la comissió per lluitar contra la plaga de la fil·loxera a la regió d'Odessa del 1892-96. En el camp de la literatura, fou un dels millors representants de l'existencialisme europeu. Una de les seves obres més conegudes és la novel·la curta en dos parts, Fata Morgana (1904, 1910). També va escriure Ombres d'avantpassats oblidats, (Тіні забутих предків, Tini zabútykh predkiv, 1911), sobre el qual es basà la pel·lícula homònima, de Sergo Paradjànov, feta el 1964. L'anomenaven "adorador del sol" (Сонцепоклонник) i "gira-sol" (Сонях), a causa del seu amor al sol, a les flors i als infants. Kotsiubynskyi parlava nou idiomes estrangers, entre ells el grec, el tàtar de Crimea i el rom o romaní, l'idioma dels gitanos. Les seves obres s'han traduït a diversos idiomes. Hi ha un museu dedicat a l'escriptor a Txerníhiv.

- Pavló Tytxyna (Павло́ Григо́рович Тичи́на, Pavló Hryhórovytx Tytxyna, poble de Piský, actual província de Txerníhiv, 1891 - Kíiv, 1967), geni poètic de l'avantguarda experimental, també va treballar en la línia de la poesia sonora i del simbolisme, tot i que després va haver de seguir la línia oficial soviètica, l'anomenat "Sotzrealizm" (Realisme Social).

- Vassyl El·lan-Blakytnyi (Васи́ль Елла́н-Блаки́тний, nom real: Василь Михайлович Елланський, Vassyl Mykhàilovytx El·lanskyi; poble de Kozel, ara Mykhailo-Kotsiubynske, província de Txerníhiv, 1894 - Khàrkiv, 1925), revolucionari i escriptor ucraïnès, redactor, va posar tota la seva energia en fomentar la Renaixença Ucraïnesa. Va morir degut a problemes coronaris. Un any després de la seva mort, va ser etiquetat pel govern soviètic com a "nacionalista burgès" i "bandit", i les seves obres van ser prohibides. Uns anys més tard, tots els seus companys de la facció social-revolucionària (anomenats els "боротьби́стів", borotbýstiv) del partit comunista ucraïnès van ser afusellats o enviats als GULAG (Sibèria).

- Làdia Mohylianska (Ладя Михайлович Могилянська, també Лада o Лідія, Lada o Lídia, 1899-1937, regió de Txerníhiv), poeta ucraïnesa, avui oblidada. Filla del també escriptor i activista polític, Mykhailo Mohylianskyi (Михайло Михайлович Могилянский, pseudònim: Петро Чубський, Petró Txubskyi, 1873-1942) i germana del també poeta, Dmytró Mohylianskyi (Дмитро Михайлович Могилянский, pseudònim: Дмитро Тась, Dmytró Tas), d'ella se'n diu que podria haver sigut l'Anna Akhmàtova ucraïnesa. Malauradament, forma part de la Renaixença afusellada (Розстріляне відродження, Rozstríliane vidródjennia).

- Iurii Muixkètyk (Ю́рій Миха́йлович Мушке́тик, Iurii Mykhailovytx Muxkètyk, poble de Vertíïvka, actual província de Txerníhiv, 1929) — conegut escriptor ucraïnès, ha escrit unes 25 obres, entre novel·les i novel·les curtes ("póvist"). Va ser el redactor en cap del diari "Dnipró" («Дніпро»), on es va arriscar a publicar dissidents. Va ser nomenat Heroi d'Ucraïna el 2009.

- Kost Moskalets (Кость Ві́лійович Москале́ць, Matvíïvka, província de Txerníhiv, 1963), poeta, prosista, crític literari i músic.

- Andríi Kokotiukha (Андрій Анатолійович Кокотюха, Andríi Anatòliovutx Kokotiukha, ciutat de Níxyn, província de Txerníhiv, 1970), prosista (novel·la, narrativa breu), assagista i periodista, ha publicat uns 10 llibres, ha escrit el guió d'una pel·lícula i ha rebut diversos premis.

- Artem Zakhàrtxenko (Артем Захарченко, Txerníhiv, 1982), prosista i periodista, va estudiar química i periodisme. Viu i treballa a Kíiv, està casat amb l'escriptora Olena Zakhàrtxenko.

## Galeria d'imatges

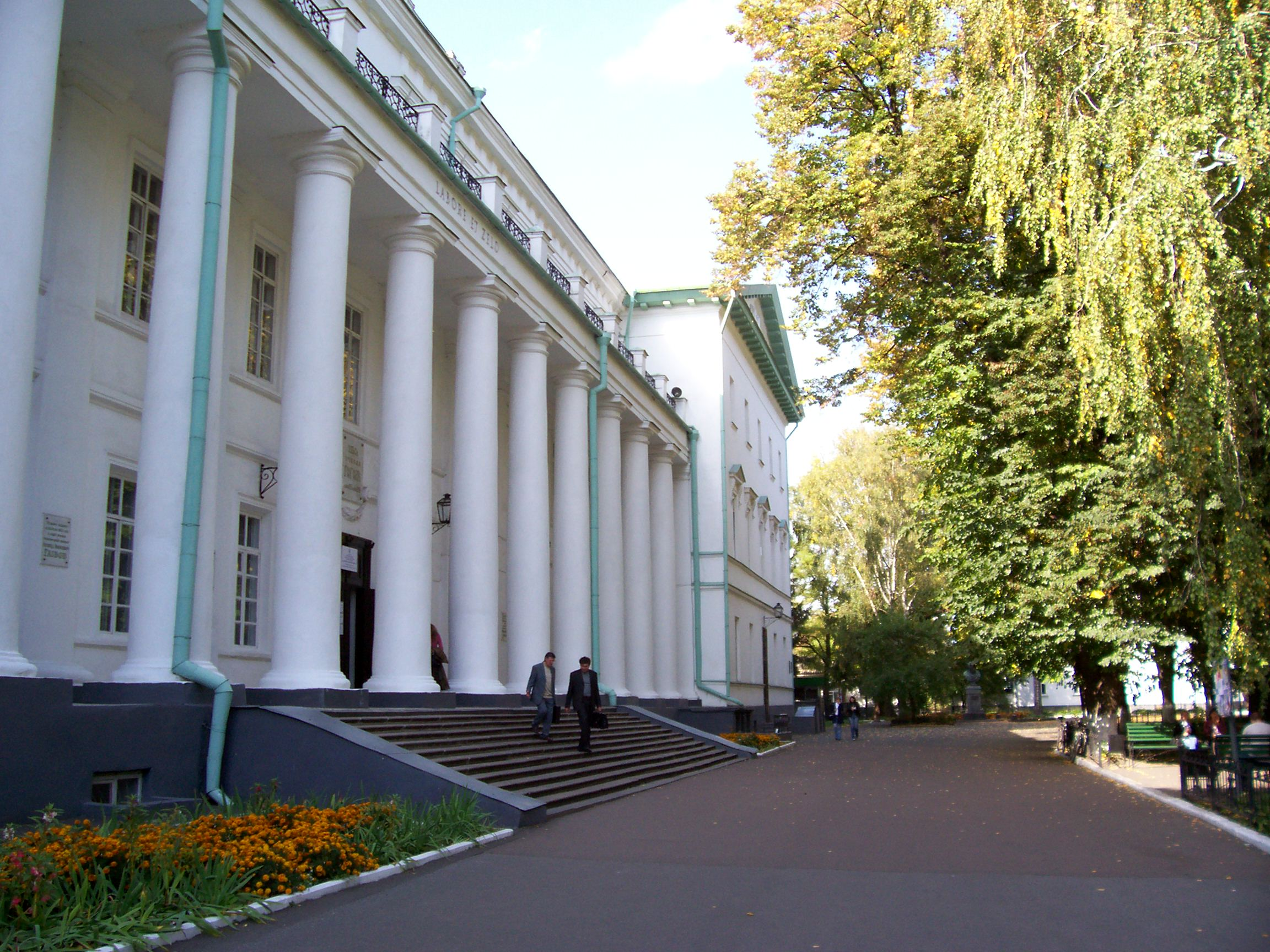
Universitat de Níjyn.

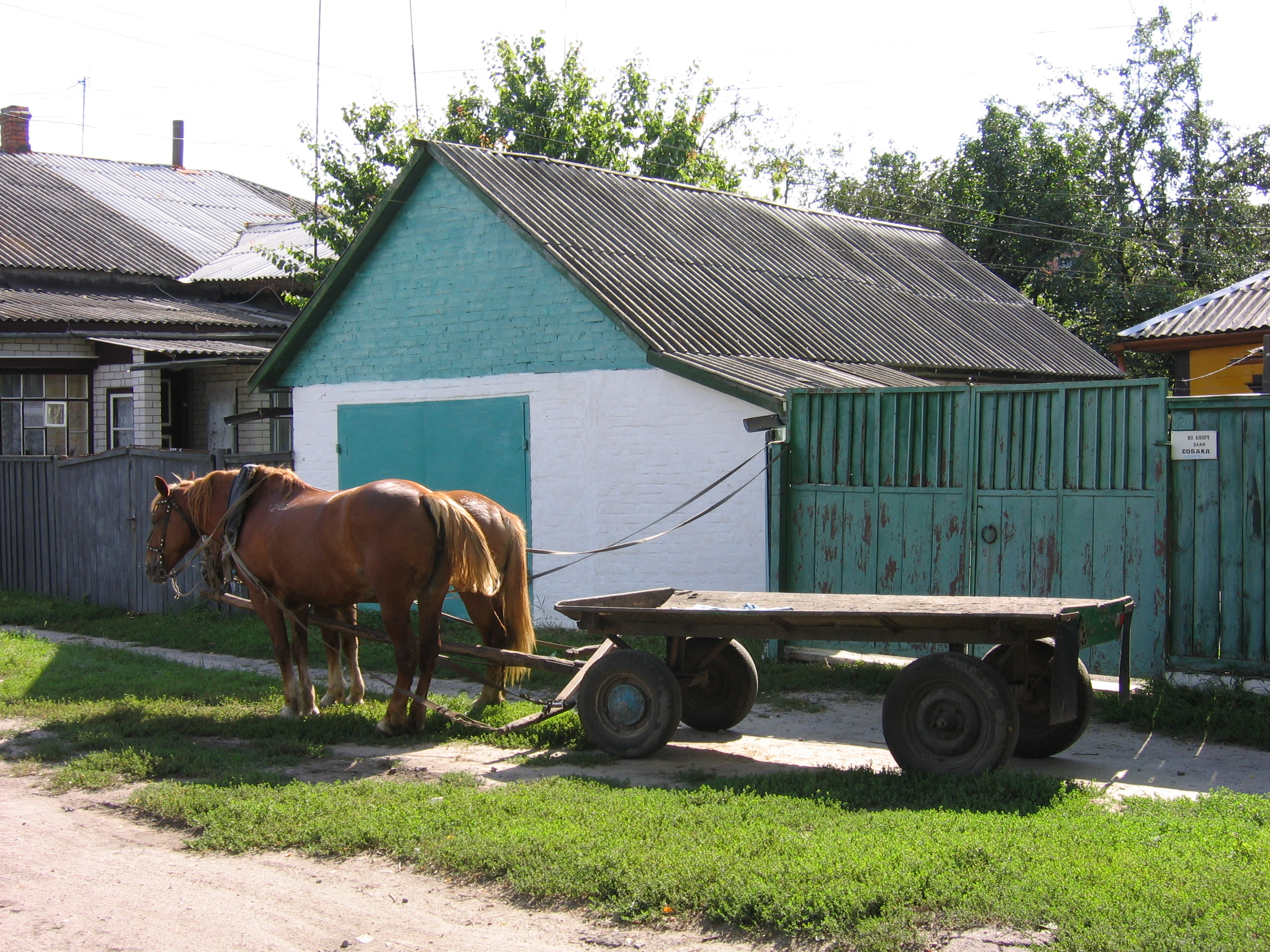
Cavalls amb carro en un barri de Níjyn. És relativament comú encara a Ucraïna aquest mitjà de locomoció.

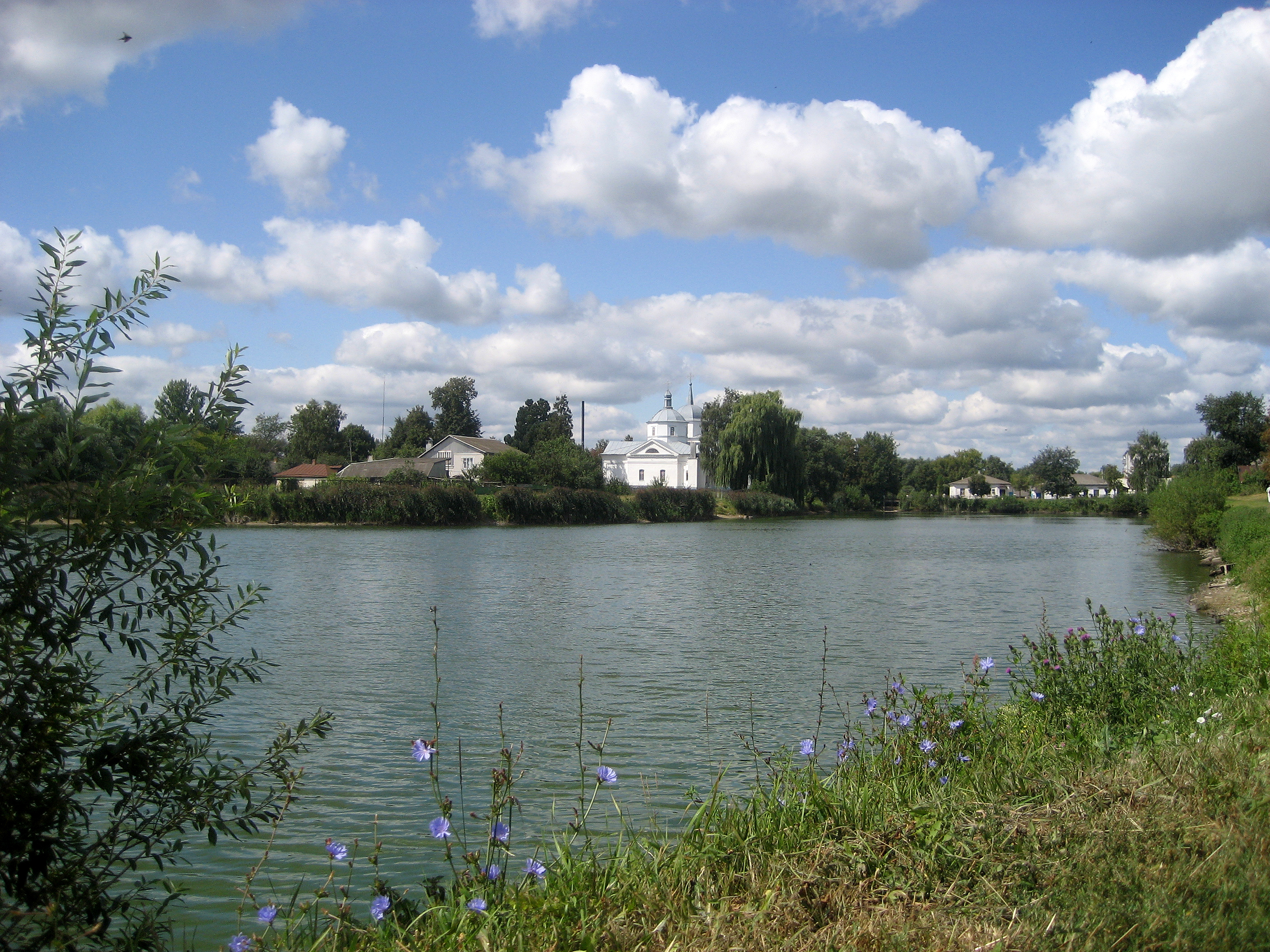
Itxnià, petit embassament al riu Itxenka.

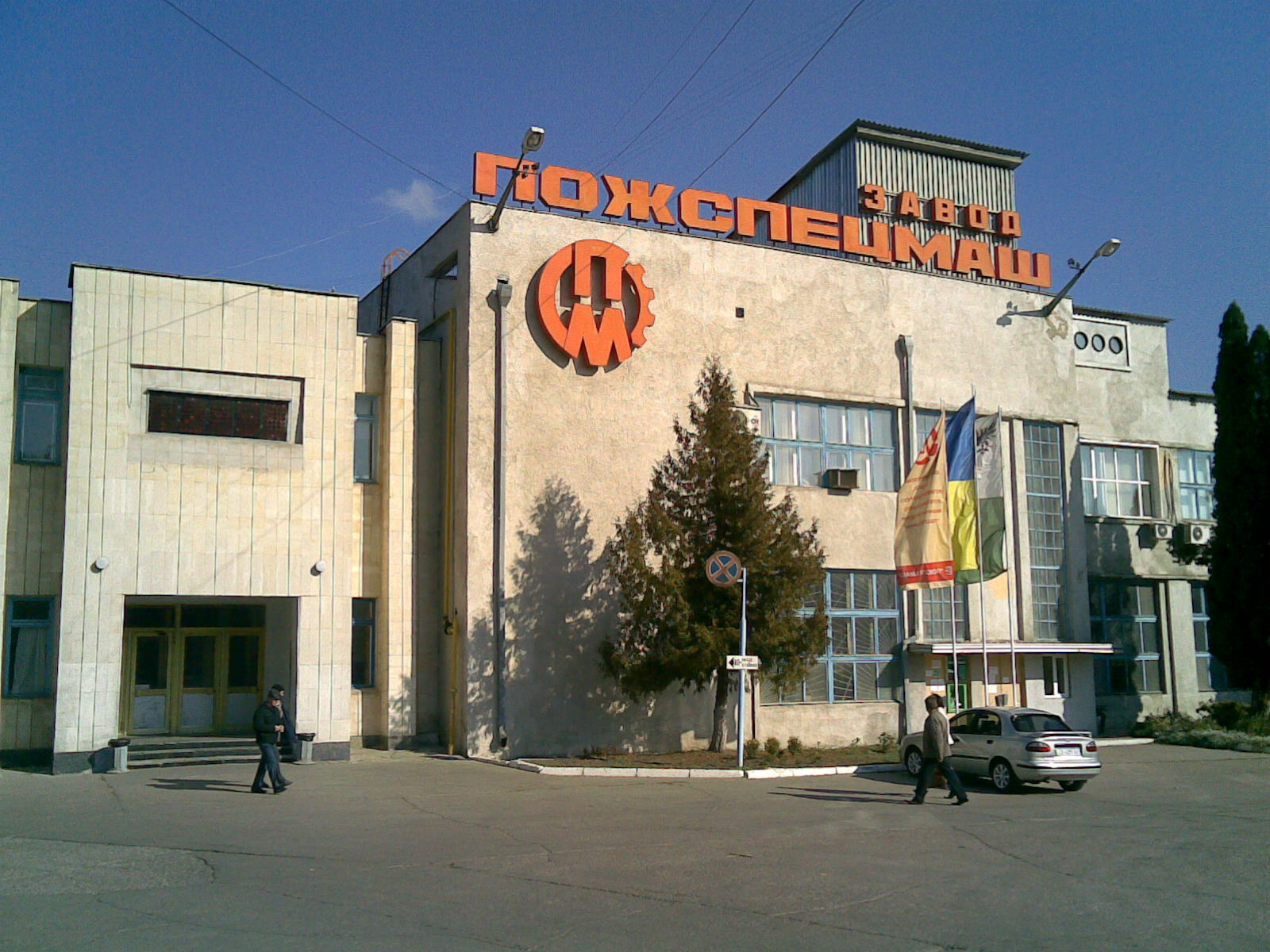
Fàbrica "pojspetsmaix" (Пожспецмаш), de camions de bombers, a Ladan. (pàgina en ucraïnès, rus i anglès)

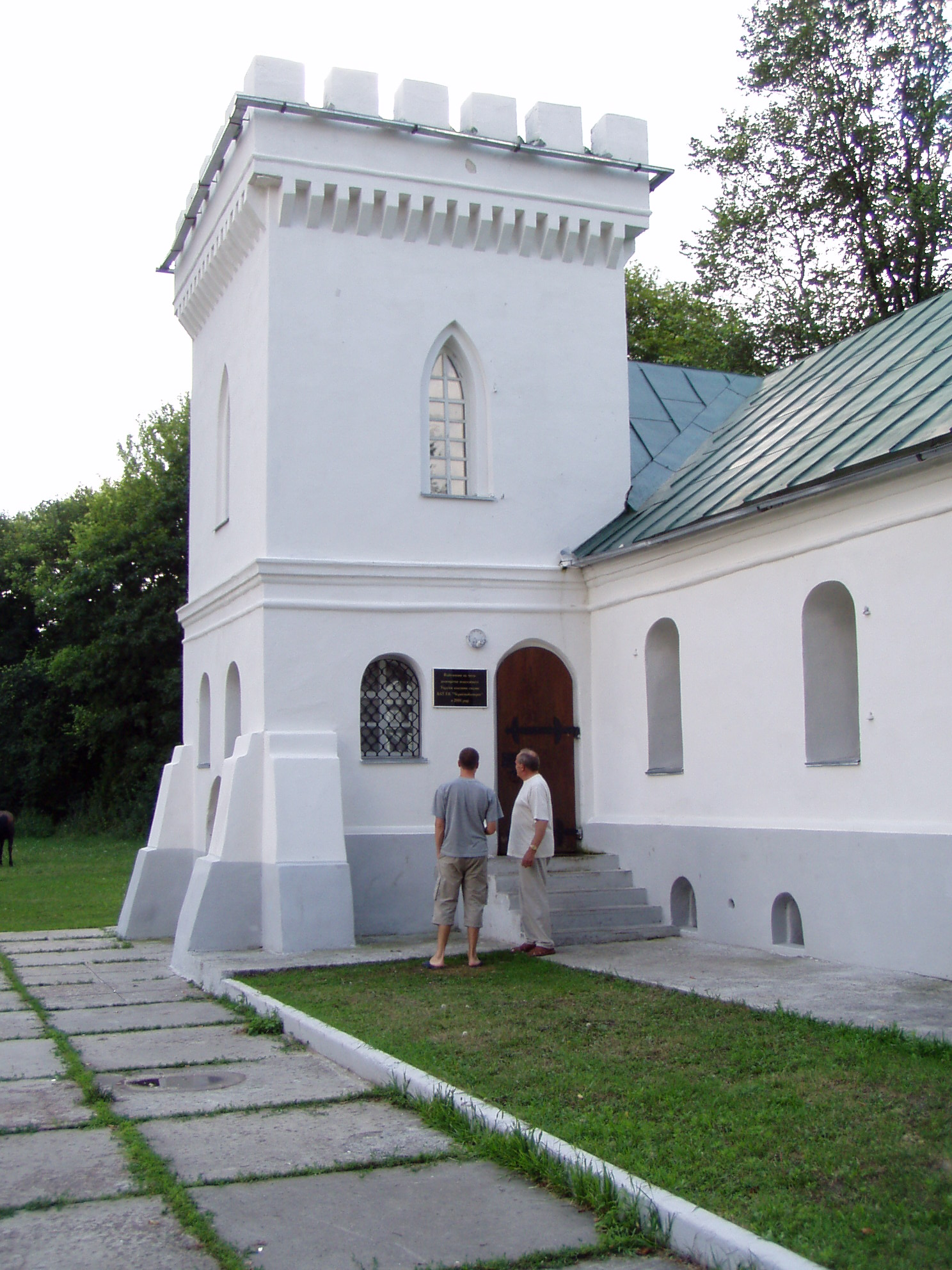
Casa fortificada a Sédniv.
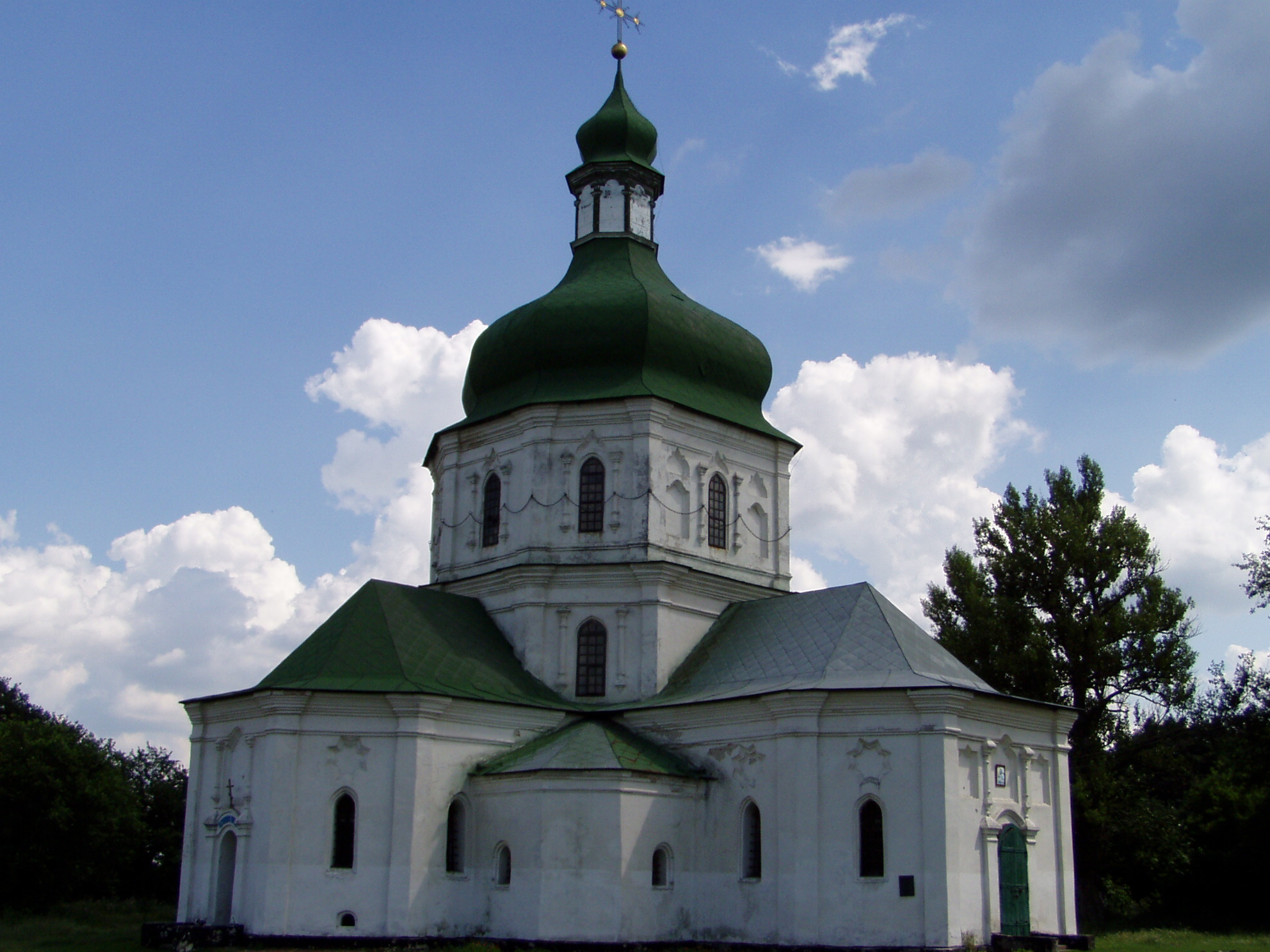
Església de pedra a Sédniv.
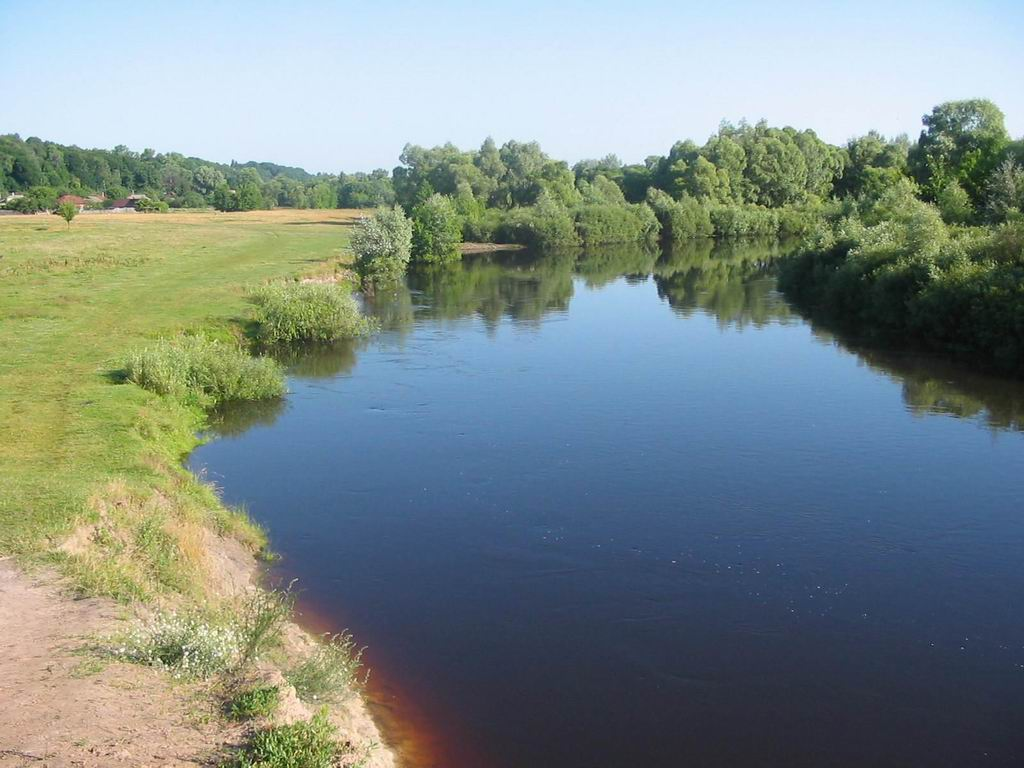
El riu Snov, prop de la vila de Sédniv.
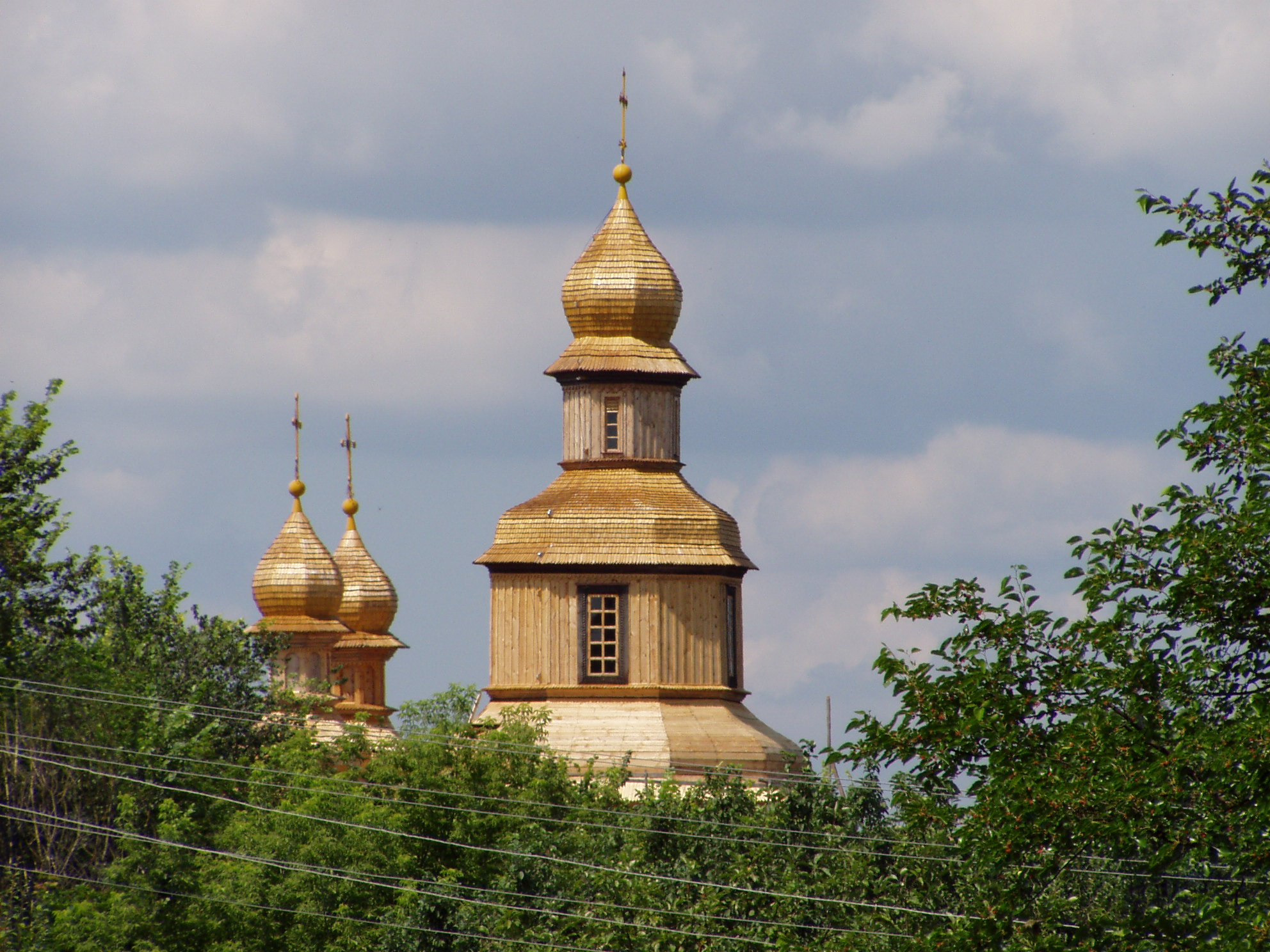
Església de fusta a Sédniv.
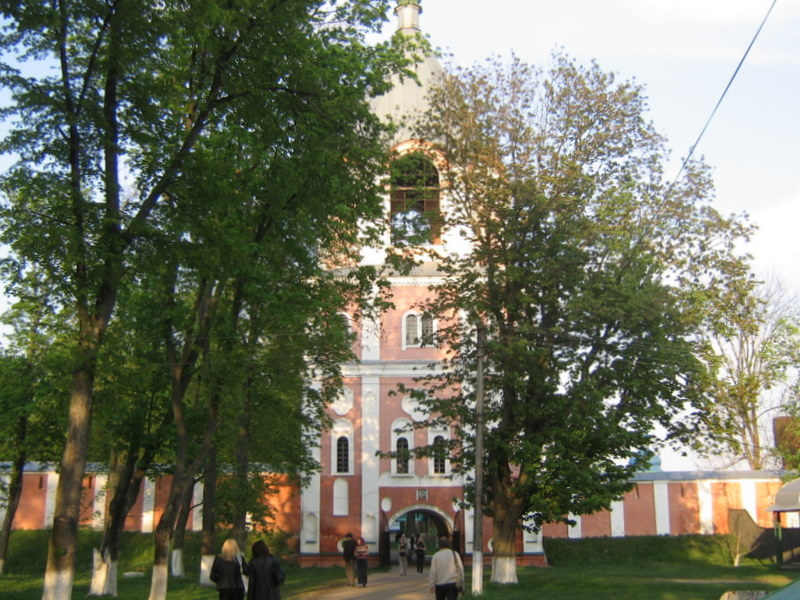
Església-torre d'entrada: església de Sant Nicolau al Monestir de Hustýnia.
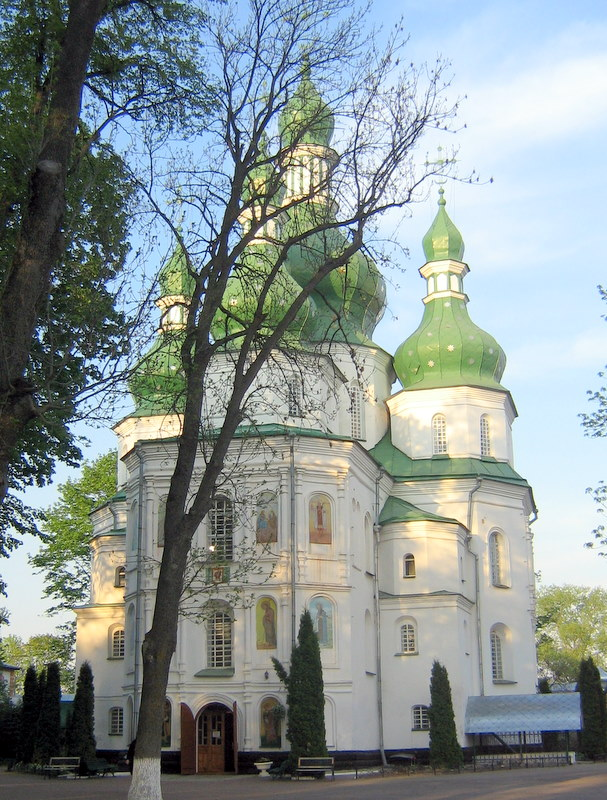
Catedral de la Santa Trinitat al Monestir de Hustýnia.
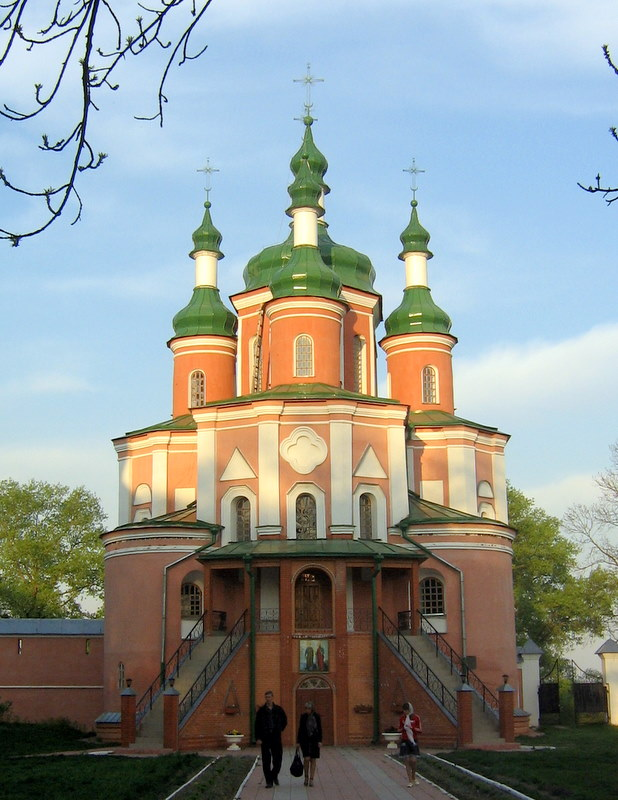
Església de Sants Pere i Pau al conjunt monasterial de Hustýnia.
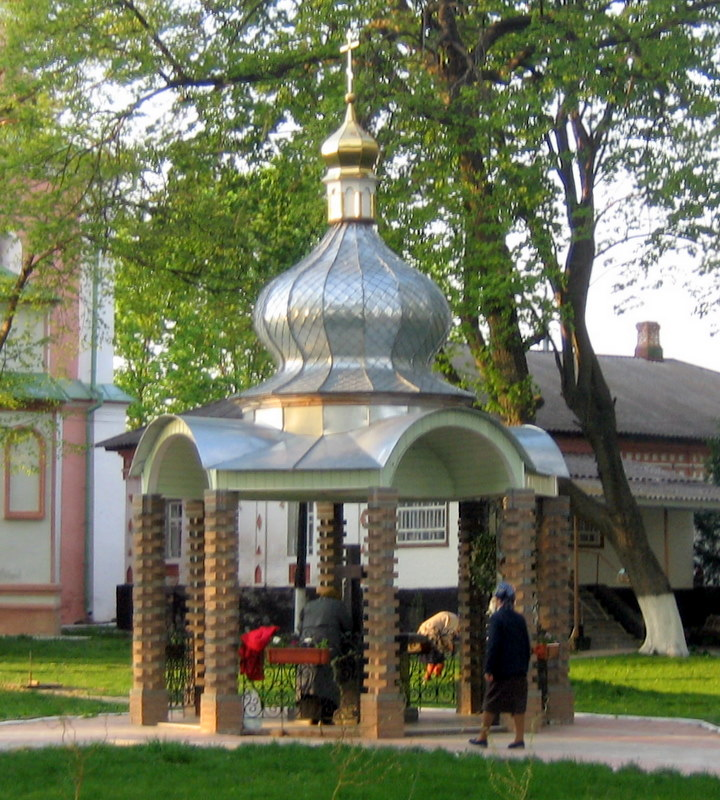
Font d'aigua curativa al Monestir de Hustýnia.
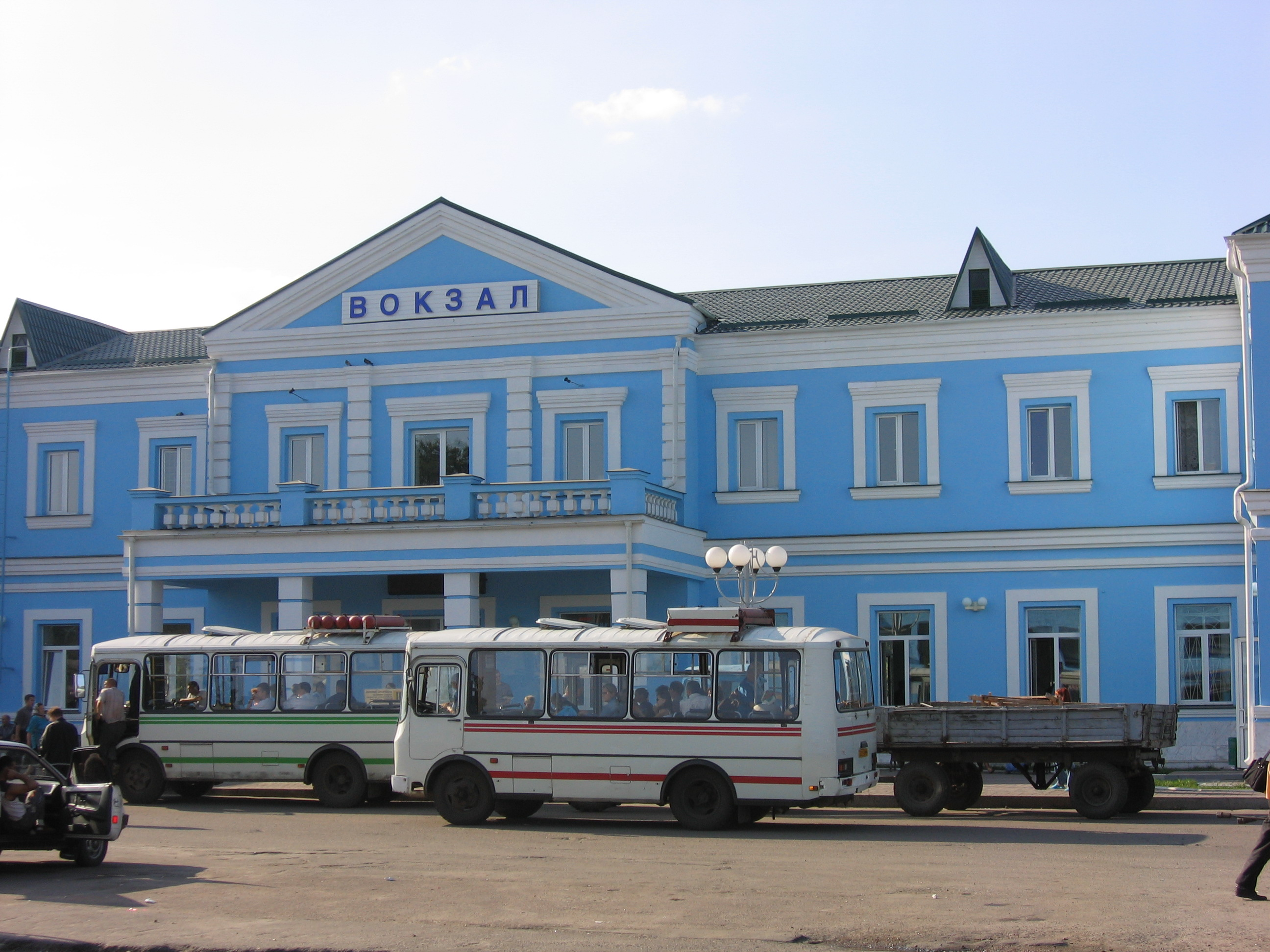
Estació de tren a Níjyn.
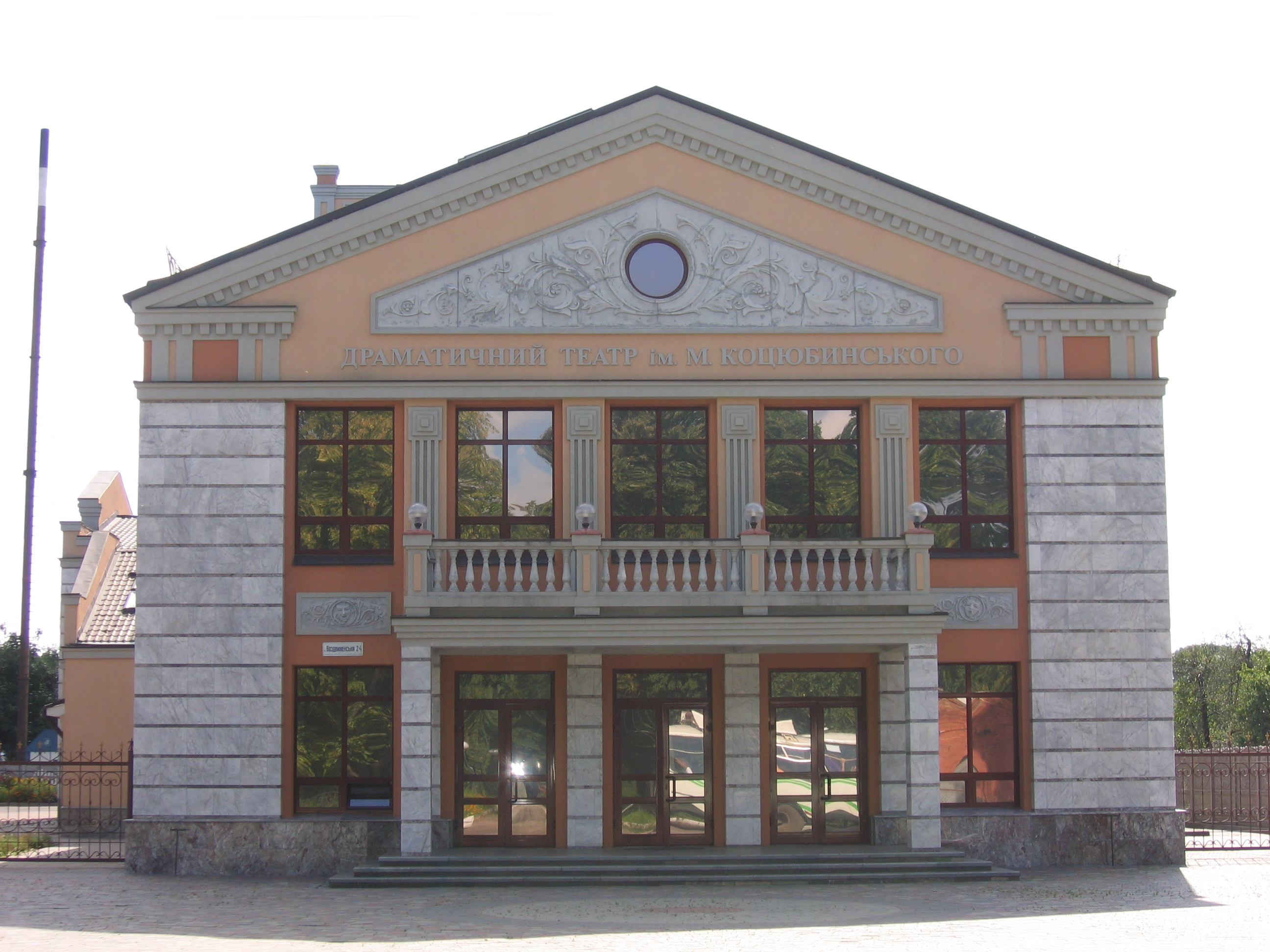
El teatre Mykhailo Kotsiubynskyi a Níjyn
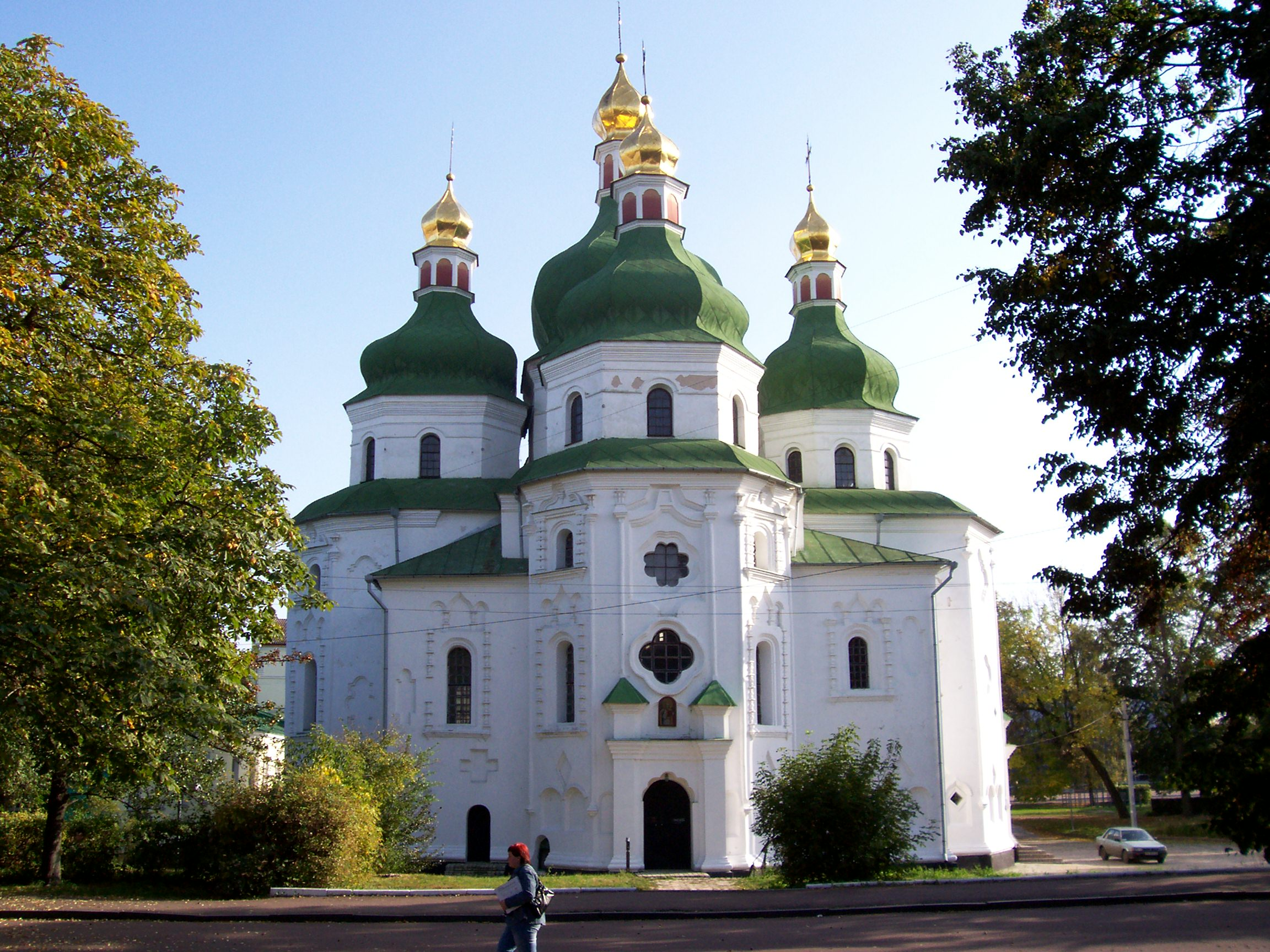
Catedral de Sant Nikolau (Миколаївський собор, Mykolàiivskyi sobor) a Níjyn.
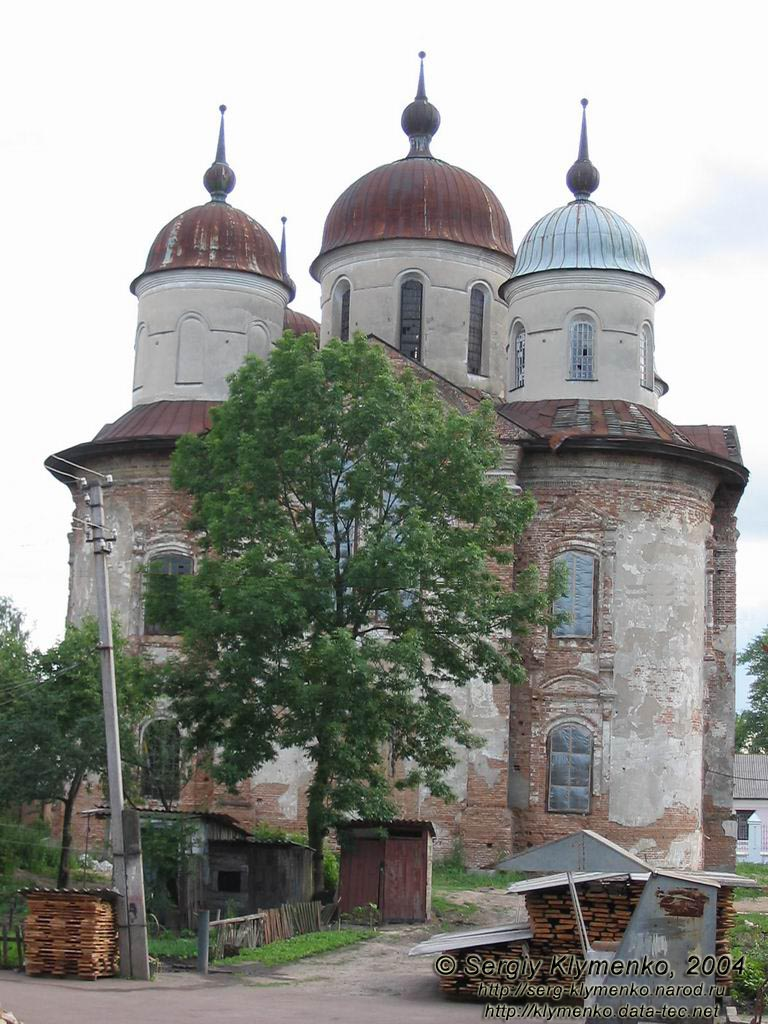
Catedral o església de l'Anunciació (Благовіщенський собор, Blahovísxenskyi sobor) a Níjyn.
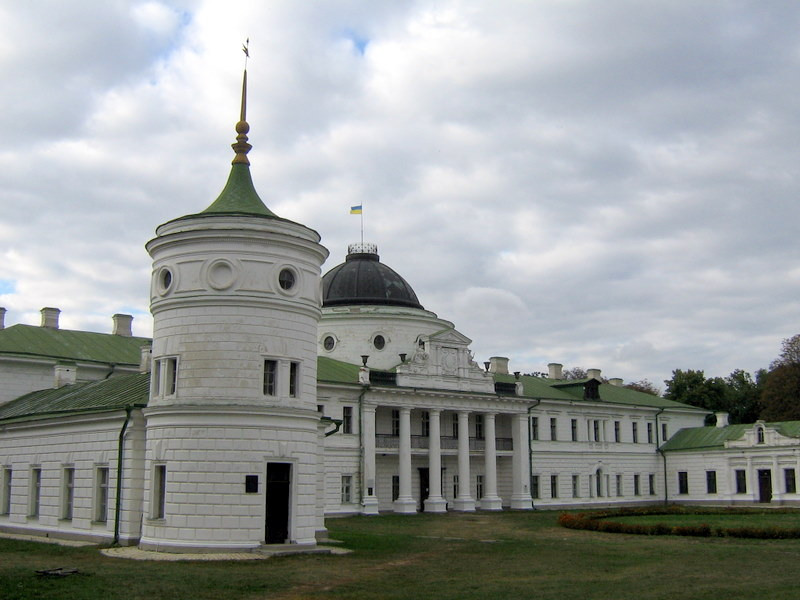
Palau de Katxanivka.
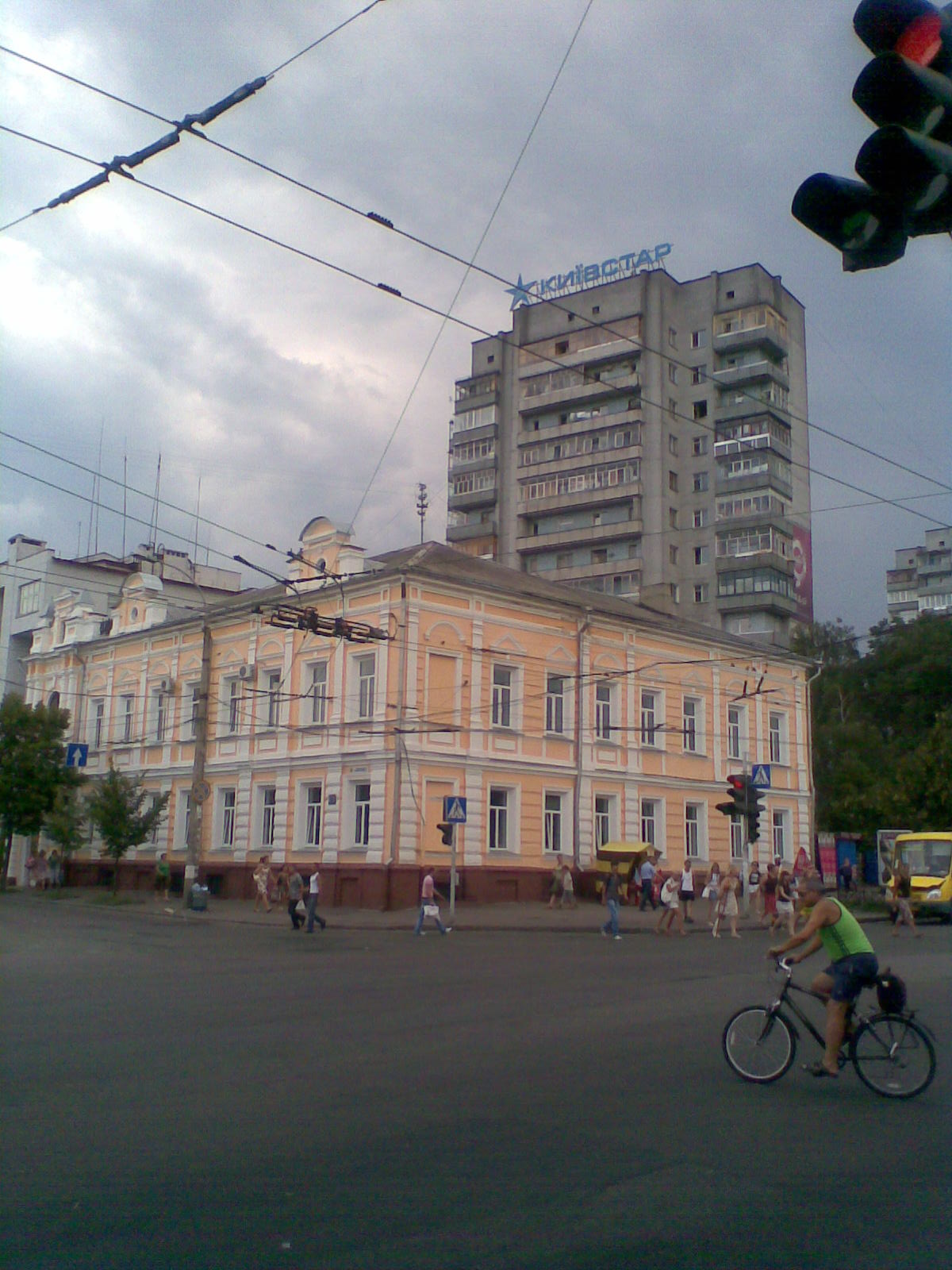
Un carrer a Txerníhiv.
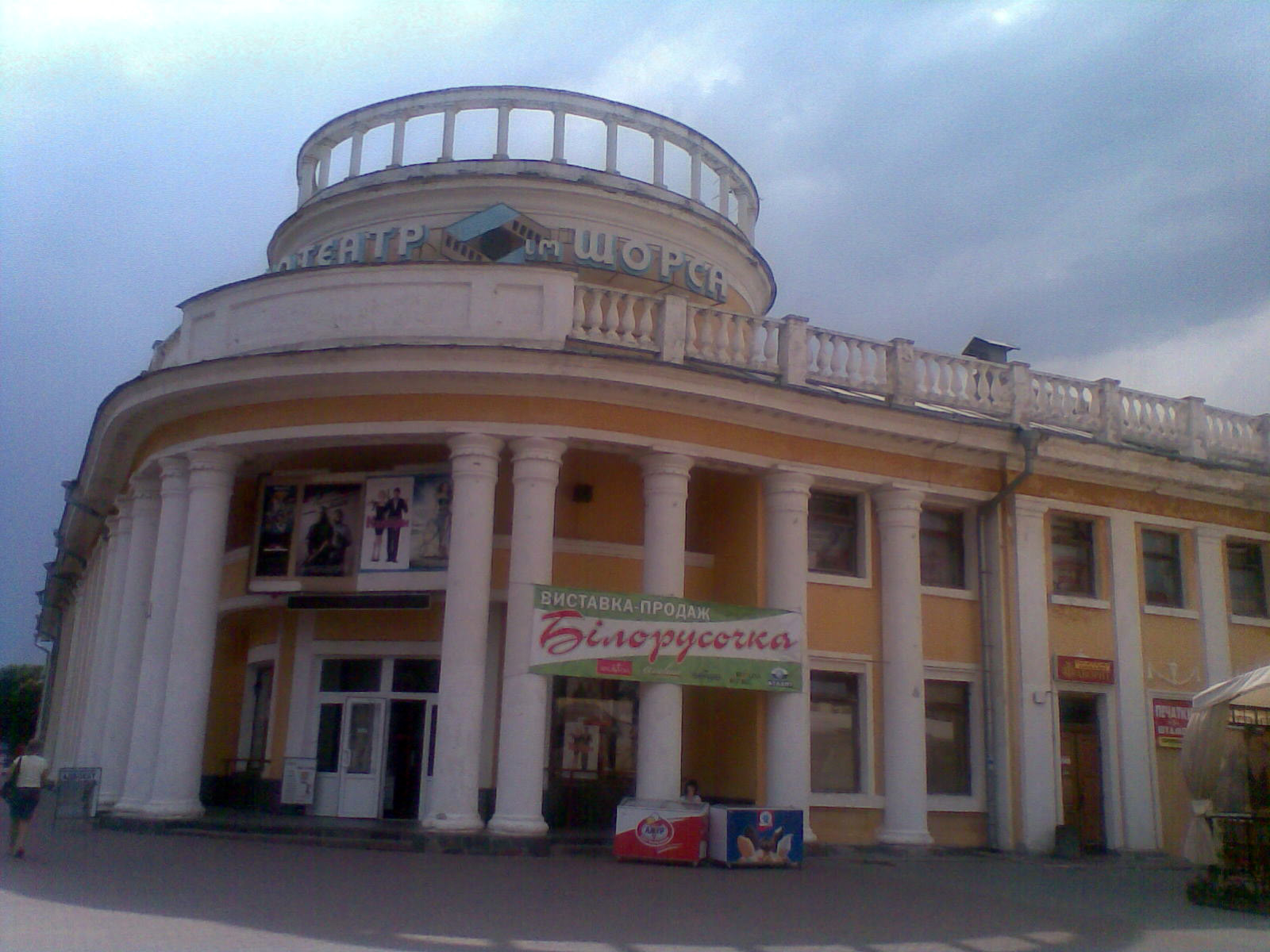
Cinema Xtxors a Txerníhiv.